# Zschopau

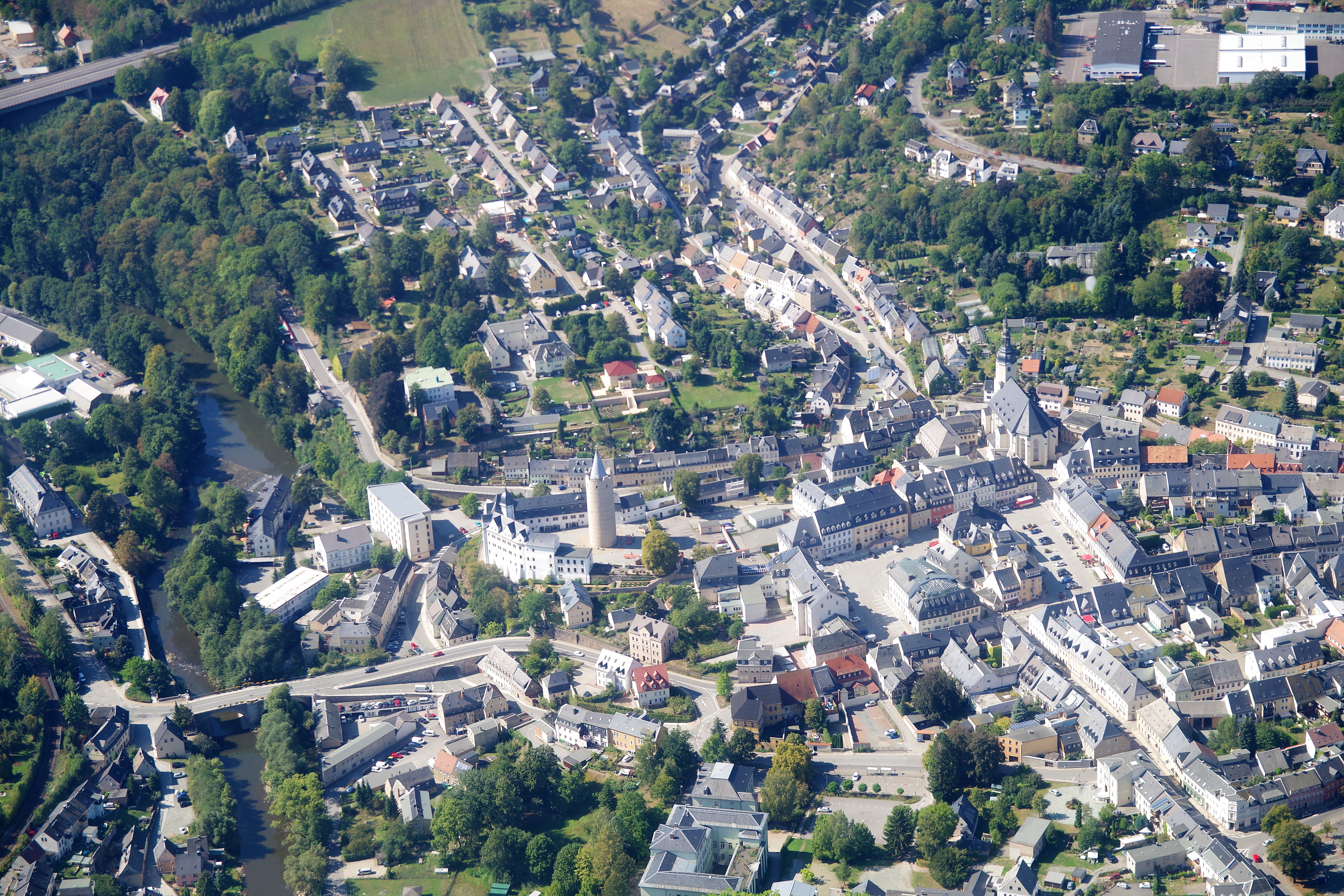
Luftbild des Zentrums von Zschopau

Die Motorradstadt Zschopau (Aussprache: ['tʃo:paʊ̯] ⓘ) ist eine Große Kreisstadt im sächsischen Erzgebirgskreis.
Die Stadt entstand rings um die Burg, die Mitte des 12. Jahrhunderts zum Schutz der hier den Fluss Zschopau querenden Salzstraße errichtet worden war. Ab dem 14. Jahrhundert wurde auch Bergbau betrieben, woraufhin Zschopau 1493 Privilegien einer „Freien Bergstadt“ erteilt wurden. Die Bedeutung blieb jedoch immer hinter den großen Bergstädten im Erzgebirge zurück.
Die Entwicklung von Handwerk und Gewerbe ist durch den Handelsweg begünstigt worden, im Jahr 1451 wurde Zschopau das Marktrecht und 1466 das Braurecht verliehen. Erste Innungen der Weber und Kattundrucker wurden bereits 1529 gegründet. Später entwickelten sich Textilmanufakturen und Spinnereien, die den frühen Wandel Zschopaus zur Industriestadt am Beginn des 19. Jahrhunderts begünstigten.
In Zschopau wurden seit 1922 Motorräder gebaut. Hier stand seit 1926 das erste Motorrad-Fließband der Welt und die Zschopauer Motorenwerke mit ihrer Marke DKW waren mit einer Produktion von rund 60.000 Stück im Jahr 1928 erstmals die weltweit größte Motorradfabrik. Auch zu DDR-Zeiten gehörte das Motorradwerk nach Stückzahlen zu den weltweit größten Motorradproduzenten.

## Name
Die Wurzeln des Fluss- und Ortsnamens Zschopau stammen vom Slawischen skapp mit der Bedeutung Fels, Klippe bzw. spalten, graben bzw. vom Sorbischen. Šučici; die Rauschende, Tosende.

## Geographie

### Geographische Lage
Die Stadt Zschopau liegt südöstlich der Stadt Chemnitz im Tal des gleichnamigen Flusses. Sie befindet sich am Übergang von den unteren Lagen zu den mittleren Lagen des Erzgebirges im Naturraum Unteres Mittelerzgebirge. Vor allem der südöstliche Prallhang des Zschopauflusses ist aufgrund des steilen Reliefs kaum besiedelt. Der tiefste Punkt im Stadtgebiet befindet sich am Zschopaufluss an der Stadtgrenze zu Grünhainichen in rund 310 m ü. NN, die höchste Erhebung ist der 598 m hohe Pilzhübel südwestlich des Stadtteils Krumhermersdorf.

### Nachbargemeinden
| Gornau   | Gornau                                      | Grünhainichen    |
| Amtsberg | Kompassrose, die auf Nachbargemeinden zeigt | Börnichen        |
| Drebach  | Großolbersdorf                              | Pockau-Lengefeld |

### Stadtgliederung
Ortsteile:
- Zschopau
- Wilischthal (Eingemeindung der Scharfensteiner Straße im Jahr 1905)
- Krumhermersdorf (Eingemeindung am 1. Januar 1999)[7]
- Ganshäuser (1988 zu Krumhermersdorf[8] und 1. Januar 1999 mit diesem zu Zschopau)[7]

Wohnplätze, Feldgüter und Wüstungen:
- Bornwaldhäuser, seit 1914 Wüstung (1. Januar 1999 mit Krumhermersdorf zu Zschopau)[7]
- „Rotes Vorwerk“, in Zschopauer Feldmark zu Amtsberg OT Schlößchen, früher Vorwerk zu Schloss Wildeck, jetzt Golfhotel
- „Feldschlösschen“, in Zschopauer Feldmark zu Amtsberg OT Schlößchen, früher Gut und bekanntes Ausflugslokal mit großem Tanzsaal
- Feldgut und Häuser auf Chemnitzer Straße 110/111, früher Wegsteuereinnehmerstelle Böhmischer Steig, dann Gaststätte „Bergschlößchen“
- Häuser in der Thumer Straße vor Ortseingang Amtsberg OT Schlößchen

## Geschichte

Zschopau samt Handelsweg auf einer Karte der ersten kursächsischen Landesaufnahme im 16. Jahrhundert. (Süden ist in dieser Ansicht rechts.)

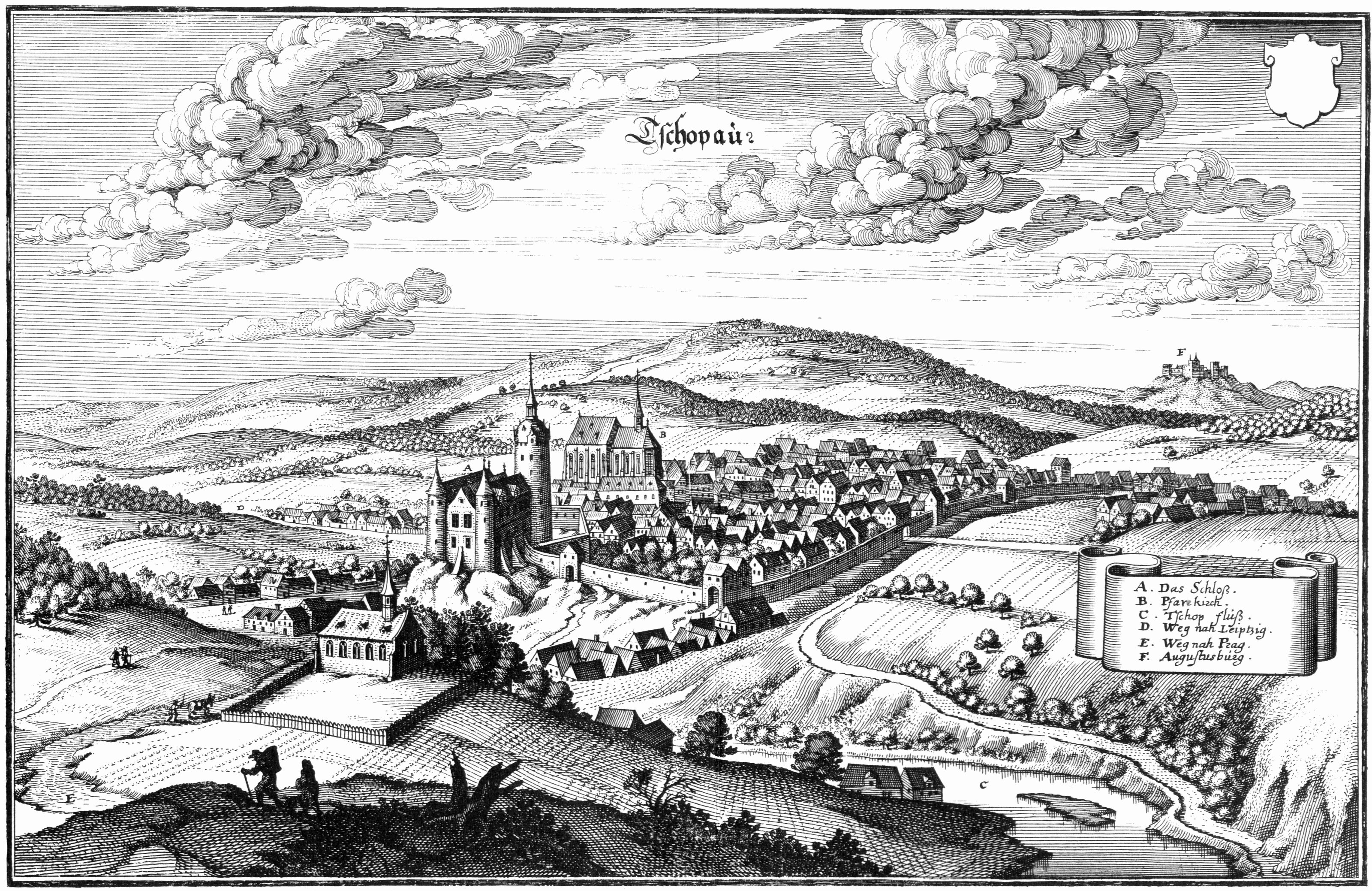
Ansicht der Stadt von Südost mit Darstellung des Handelsweges nach Matthäus Merian (um 1650)

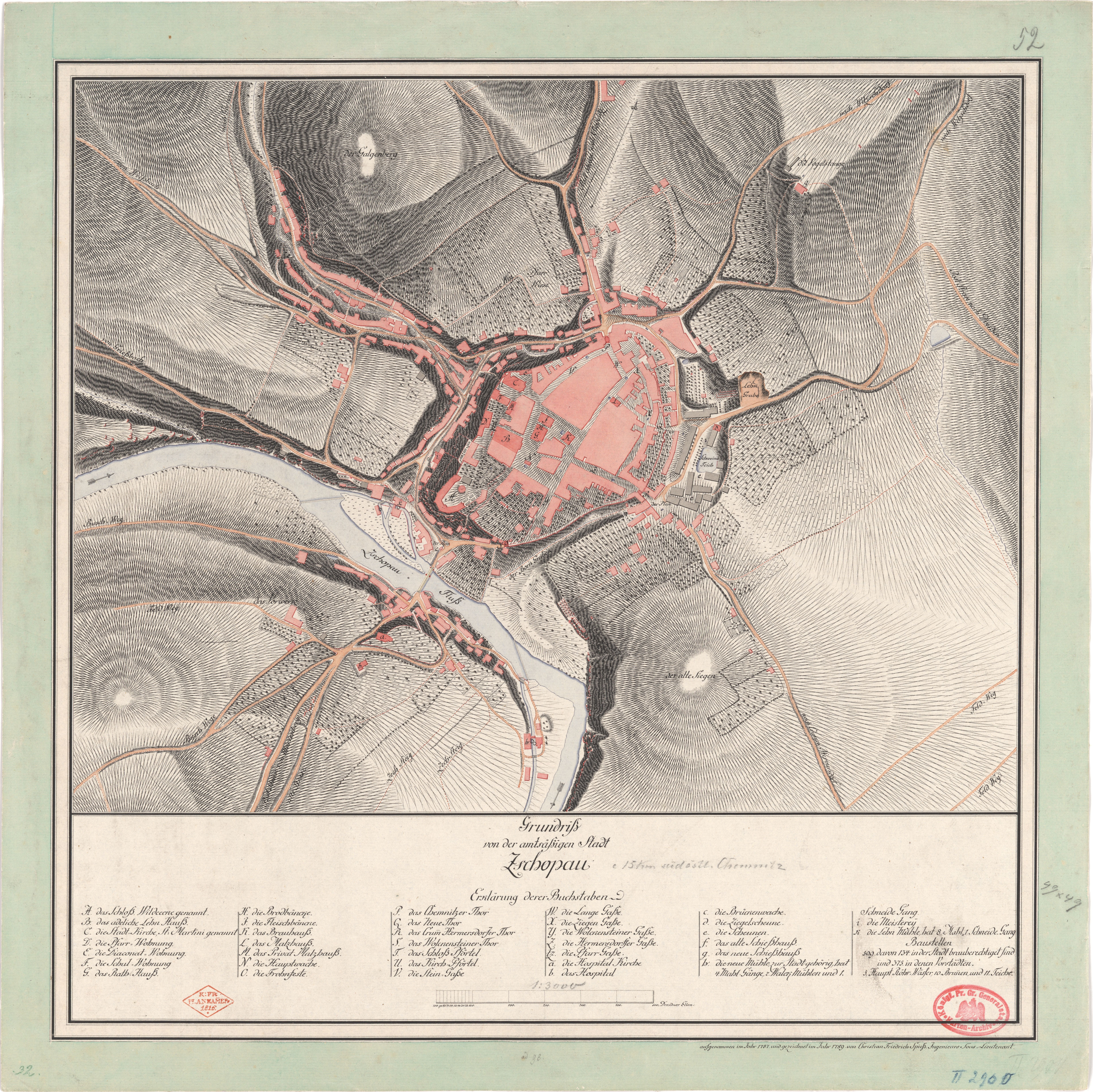
Stadtgrundriss von 1789 in den Meilenblättern von Sachsen

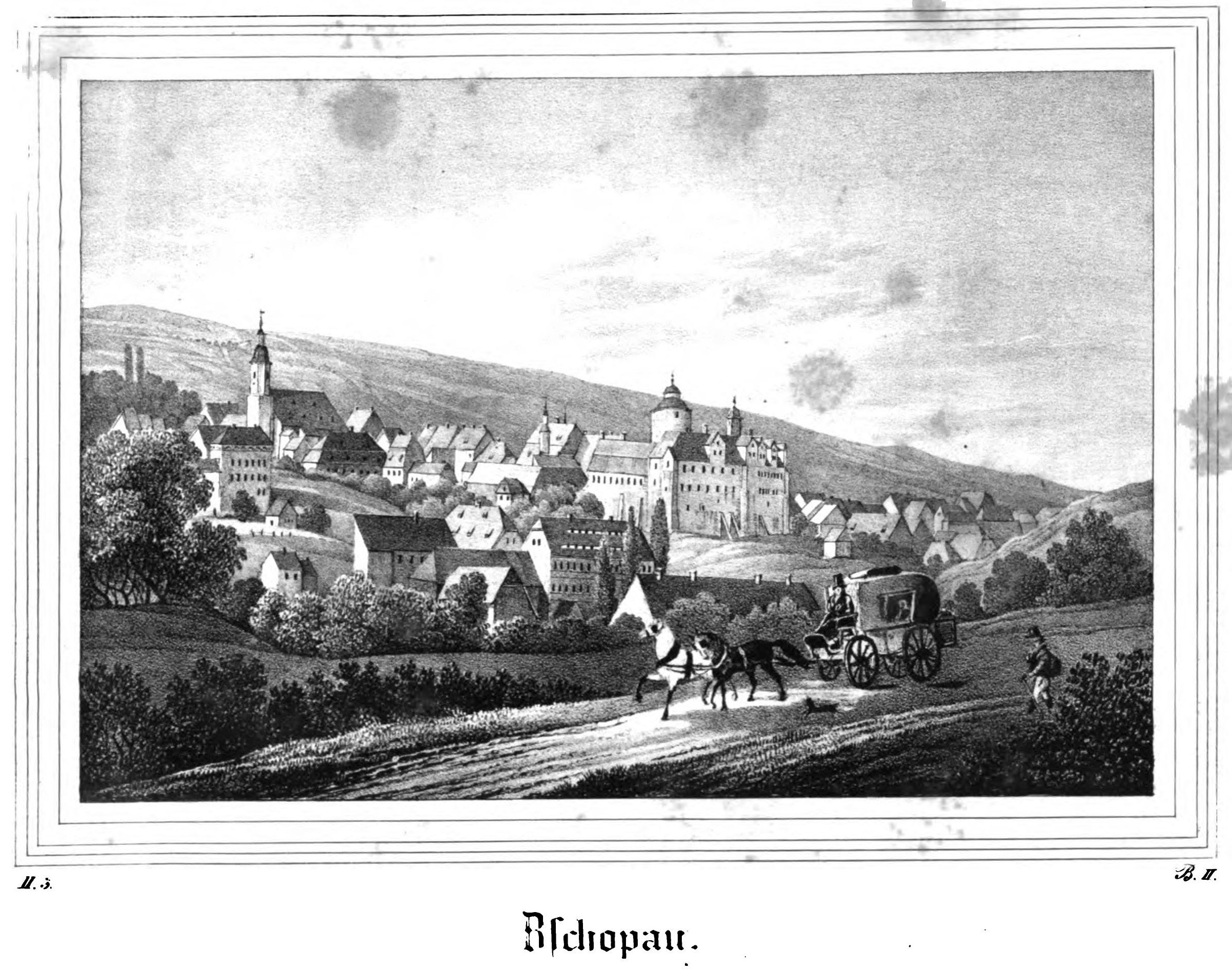
Ansicht von Südwest (um 1830)

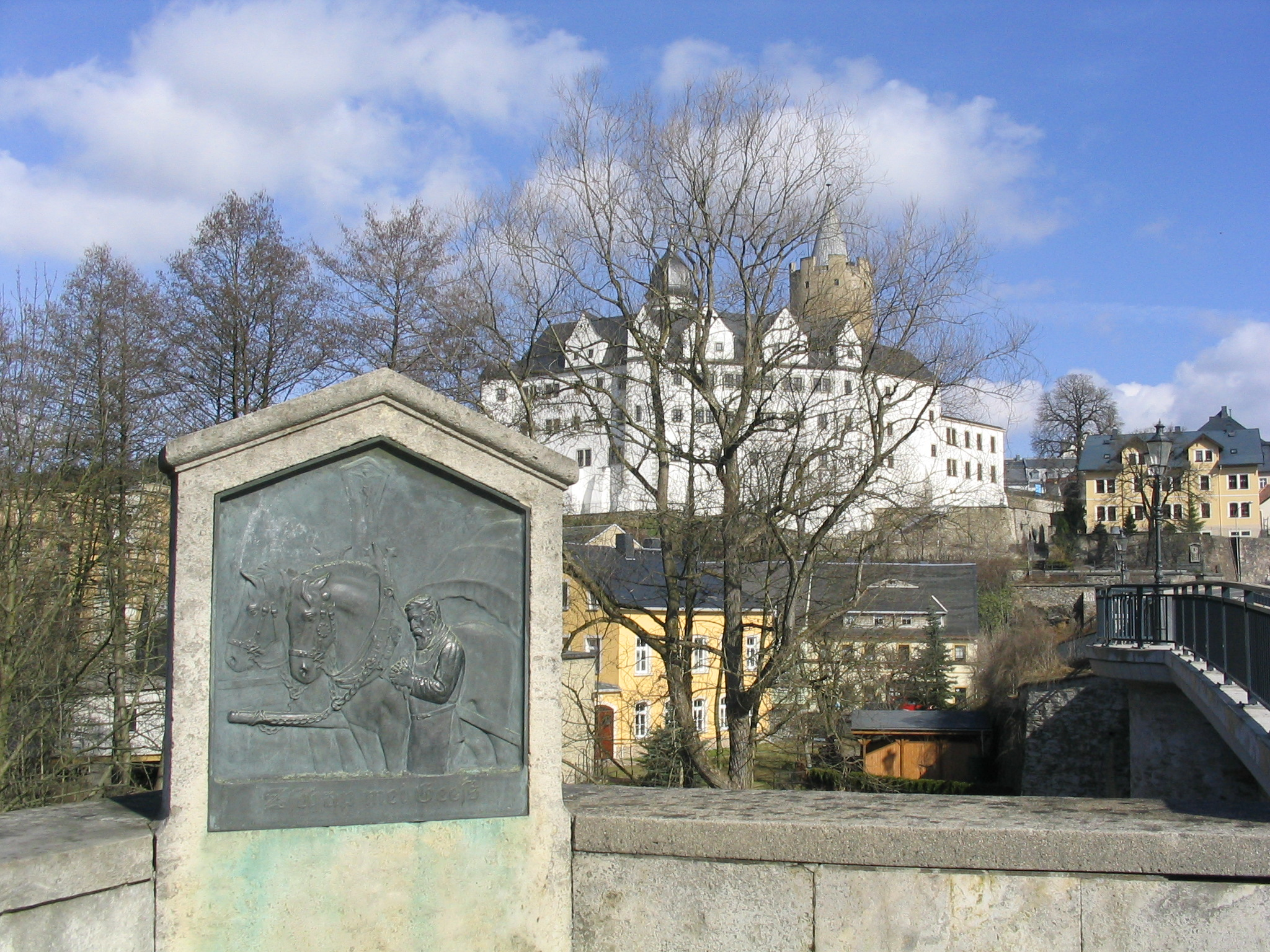
Gedenktafel an der 1813 erbauten Brücke über die Zschopau. Es erinnert an den sich den Händlern auf ihrer Durchreise in der Stadt bietenden Schutz.

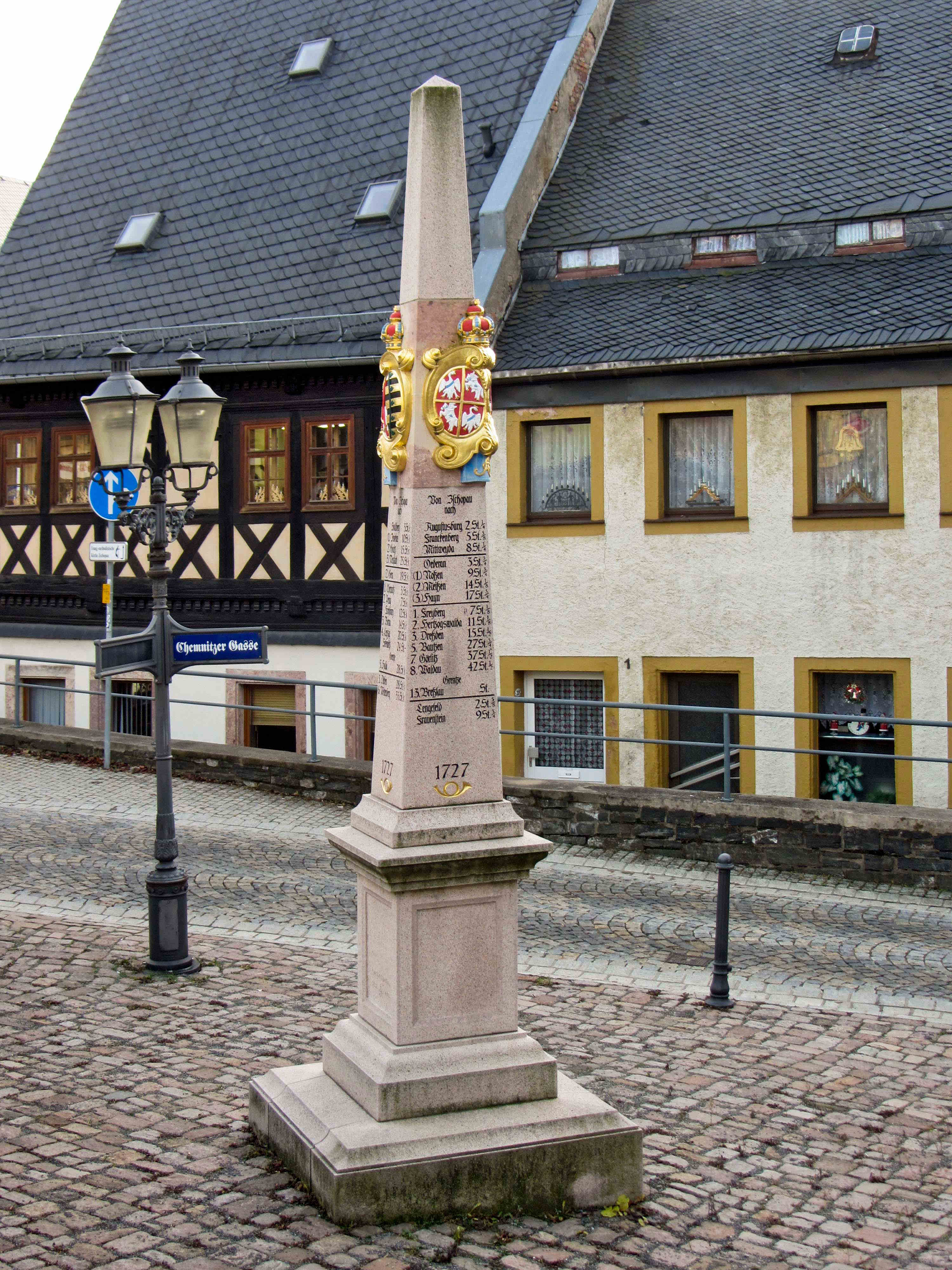
Rekonstruierte Kursächsische Postmeilensäule von 1727

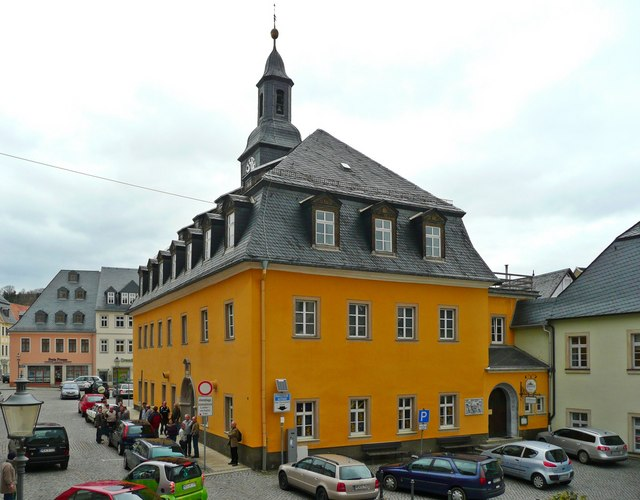
Altes Rathaus (2009)

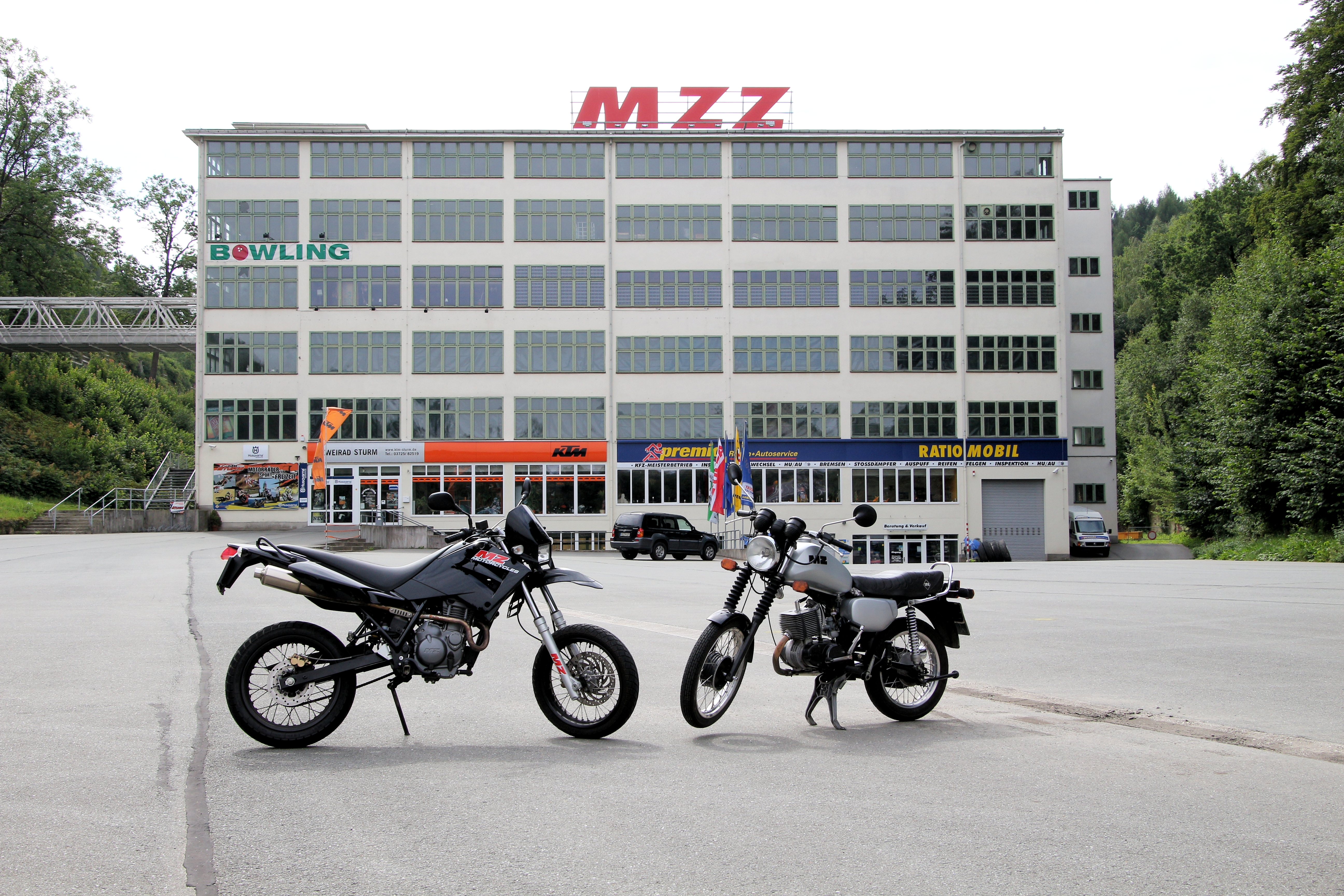
Ein Gebäude des ehemaligen Motorradwerks, heute Gewerbepark. Vorn eine MZ 125 SM, Bj. 2008 und eine MZ ETZ 150, Bj. 1989.

### Entstehung der Stadt
Die Burg wurde Mitte des 12. Jahrhunderts errichtet und diente zum Schutz der Furt der Salzstraße durch die Zschopau. Diese Straße überquerte von Halle und Leipzig kommend hier den Fluss, um dann weiter über die damals dicht bewaldeten Höhen des Erzgebirges nach Böhmen und Prag zu führen. Im Jahre 1174 wird die Straße als antiqua semita Bohemorum genannt. In diese Zeit dürfte auch die Entstehung der Stadt fallen. 1286 erfolgte die erste urkundliche Erwähnung als „Schapa“, 1292 die Bezeichnung Zschopaus als civitas.
1300 gelangte die Stadt in den Besitz der Reichsministerialien von Waldenburg. Ab 1349 war sie mark-meißnisches Lehen und kam 1456 ganz in den Besitz des sächsischen Kurfürsten. Mit der Leipziger Landesteilung 1485 wechselte die Zuständigkeit vom Amt Wolkenstein zur „Pflege Schellenberg“ bzw. ab 1590 zum Amt Augustusburg. Ab Mitte des 14. Jahrhunderts wurde auch in Zschopau Bergbau (insbesondere Silberbergbau) betrieben. 1454 wurde außerhalb der Stadt jenseits der Zschopau die Kapelle „beate mariae virginis“ errichtet (1812–1813 abgerissen). 1494 wurde eine neue spätgotische Stadtkirche „St. Martin“ errichtet, zur gleichen Zeit wurden Stadtmauer und Rathaus erneuert. 1506 richtete Kurfürst Georg auf dem Schloss eine Forst- und Wildmeisterei ein, die mehr als 400 Jahre lang Bestand hatte. 1516 wurde in Zusammenhang mit der Verpachtung des Brückenzolls erstmals eine Brücke über die Zschopau erwähnt.

### Zschopau nach der Reformation
Mit der Reformation 1539 wurde Zschopau eine eigenständige Parochie. Eine Stadtschule wurde 1543 erstmals erwähnt. Von 1545 bis 1547 erfolgte der Ausbau der Burganlage durch den sächsischen Herzog und späteren Kurfürsten Moritz zu einem Jagdschloss, das die Bezeichnung „Wildeck“ erhielt. Mit diesem Schritt wurde man auch der zunehmenden Bedeutung von Zschopau als Stadt im Erzgebirge gerecht. Das Schloss diente von 1506 bis 1911 als Sitz einer Oberforst- und Wildmeisterei (später Oberforstamt). Zur Versorgung gab es in umliegenden Orten Vorwerke. Einer der bekanntesten Landjägermeister war Cornelius von Rüxleben (1525–1590), ein Vertrauter des sächsischen Kurfürsten August. Er war seit 1554 Jägermeister in Zschopau und ließ 1561 das Edelhaus (jetzt Neues Rathaus) am Altmarkt errichten. 1576 fiel er beim Kurfürsten in Ungnade und blieb bis zu seinem Tod 1590 in Haft.
Zwischen 1567 und 1588 wirkte der Philosoph und Theologe Valentin Weigel als Pfarrer in Zschopau. Im Jahr 1609 geriet die Zschopauerin Margarethe Lößnert in einen Hexenprozess und wurde enthauptet. 1612 wurde Zschopau schwer von der Pest getroffen, die über 450 Menschenleben forderte. 1632 mussten die Bewohner im Dreißigjährigen Krieg vor den Kroaten in die Wälder fliehen. 1634 wurde die Stadt erneut geplündert und am 21. November zu großen Teilen niedergebrannt. Bis zum Ende des Krieges 1648 quartierten sich immer wieder Soldaten in der Stadt ein.
In den nachfolgenden Jahren blühte die Stadt wieder auf. Handel, Gewerbe und der Bergbau brachten Reichtum und Anerkennung. In dieser Zeit wirkte u. a. der Komponist Christian Liebe als Rektor der Lateinschule.
Dieser Zeitabschnitt wurde durch den großen Stadtbrand von 1748 beendet. Bei dem Feuer am 8. Oktober, das von einem Haus unmittelbar neben der Kirche ausging, wurde innerhalb dreier Stunden nahezu die gesamte Innenstadt zerstört. Nur das Schloss und die Häuser jenseits der Zschopau blieben unbeschadet. Zwei Jahre später wurde mit dem Wiederaufbau der Kirche im Barockstil begonnen, 1751 wurde sie eingeweiht (siehe Abschnitt „Sakrale Bauten“). Auch die anderen Gebäude um den Markt wurden im barocken Stil wieder errichtet.
Ältere Bausubstanz findet sich heute, abgesehen vom Schloss und den Resten der Stadtmauer, nur außerhalb des Verlaufs der alten Stadtbefestigung.
Die Nachbildung einer Kursächsischen Postmeilensäule von 1727 steht seit 2009 in der Chemnitzer Gasse (Abzweig Chemnitzer Straße) vor den ältesten Häusern der Stadt (siehe Abschnitt „Weltliche Bauten“).
Während des Siebenjährigen Krieges von 1756 bis 1763 mussten die Einwohner wiederholt einquartierte Truppen versorgen, Kontributionen zahlen und die zwangsweise Rekrutierung von Einwohnern erdulden.
Durch die große, durch Missernten ausgelöste Hungersnot im Jahre 1772 kamen etwa 300 Einwohner ums Leben.

### Industrialisierung
Die Vorstufen der Industrialisierung begannen in Zschopau sehr zeitig. Die frühe wirtschaftliche Bedeutung der Stadt äußerte sich im mehrmaligen Besuch von Zar Peter I. in Zschopau. Er besichtigte 1699 die Strumpfwirkereien der Stadt und weilte mehrere Tage im Hotel „Weißes Rößgen“. 1711 und 1713 wiederholte er seinen Besuch. Zwischen 1715 und 1812 entstanden insgesamt vier Bleichen und 1787 wurde die Woll-Krempelmaschine durch Johann Gottlieb Pfaff in Zschopau entwickelt. Mit der Ansiedlung mehrerer Bleichen und Manufakturen begann die Industrialisierung schon um 1800. In den Jahren 1812 bis 1815 wurde die steinerne Brücke über die Zschopau erbaut. 1813 zogen 80.000 Soldaten mit 13.000 Gespannen des vereinigten österreichisch-russischen Heeres über die noch im Bau befindliche Brücke zur Völkerschlacht nach Leipzig. Zar Alexander logierte im Hotel „Stadt Wien“.
In diesem Zeitraum entstanden in Zschopau mehrere größere Textilunternehmen. Die bedeutendste Fabrik war die der Familie Bodemer. Durch den ursprünglich aus dem Schwäbischen stammenden Kaufmann Johann Jacob Bodemer und seinen Bevollmächtigten Immanuel Gottlob Heßler (1778–1830) wurden ab 1802 eine Bleiche sowie weitere Fabrikgebäude am Zschopauufer errichtet. Ab 1819 ließ Bodemer Spinnmaschinen in seiner Fabrik aufstellen. In der Folgezeit entwickelte sich sein Unternehmen zu einem der größten Baumwollspinnereien Sachsens. Sein Sohn Jacob Georg Bodemer übernahm 1830 die Leitung und 1836 den Besitz des elterlichen Betriebes. 1845 wurde in der Bodemer-Fabrik eine Fabrikschule eingerichtet. Es folgten eine Betriebskranken- sowie eine Fabriksparkasse. Das Unternehmen war somit seiner Zeit weit voraus. Auch in anderen Zweigen der Textilindustrie erlebte Zschopau einen starken Aufschwung, der sich auch in einem raschen Bevölkerungswachstum niederschlug.
Nach einer Rede des Pfarrers Ludwig Würkert rückten am 5. Mai 1849 94 Freiwillige nach Dresden aus, um die dortige Provisorische Regierung im Dresdner Maiaufstand zu unterstützen. Am 7. Mai 1849 folgte ein weiterer Zug unter Leitung von Kantor Carl Geißler. Am 14. Mai 1849 wurden Würkert und Geißler sowie der Schneidermeister Wilhelm Conrad und der Barbier Heinrich Reichelt vom Militär verhaftet und auf die Augustusburg gebracht. Würkert und Conrad wurden zu acht Jahren Haft verurteilt, Geißler und Reichelt zu zehn Jahren. Nachdem sie einen Teil der Strafe verbüßt hatten, wurden sie vom sächsischen König begnadigt.
1865 wurde in der Spinnerei der Gebrüder Gensel die erste Dampfmaschine des Ortes in Betrieb genommen. 1866 erhielt die Stadt mit dem Bau der Zschopautalbahn einen Bahnanschluss. Der Einfluss des Großunternehmers Bodemer führte dazu, dass der Bahnhof unmittelbar neben seiner Fabrik angelegt wurde. Im Jahr 1868 übernahm Bodemers Sohn Johann Georg Bodemer zusammen mit seinem Schwager Wilhelm Dürfeld die Leitung und 1872 den Besitz der elterlichen Fabrik. Am 17. März 1869 wurde die Freiwillige Feuerwehr Zschopau gegründet. Sie kam beim großen Brand vom 29. September 1869 im Scheunenviertel am Schweineteich (An den Anlagen), dem 41 Wohnhäuser und 31 Scheunen zum Opfer fielen, erstmals in größerem Maßstab zum Einsatz. Im selben Jahr erfolgte die Gründung eines Lehrerseminars an einem sonnigen Südhang der Zschopau, erster Direktor wurde August Israel (siehe Abschnitt „Bildung“). 1888 wurde die Bürgerschule, heute Oberschule „Martin Andersen Nexö“, fertiggestellt.
Nach 1872 war Zschopau stark von den Folgen des Gründerkrachs betroffen, der zu einer Phase der Stagnation und einer Entlassungswelle führte, die sich auch in einem deutlich Rückgang der Einwohnerzahl durch Abwanderung bemerkbar machte. Auch der technische Fortschritt hielt in der aufblühenden Industriestadt Einzug. Das städtische Gaswerk im Borngraben nahm 1868 mit 115 Kunden den Betrieb auf (bis 1950). Die erste Telefonleitung wurde 1891 und die städtische Wasserversorgung 1893 in Betrieb genommen. Das Stadtkrankenhaus wurde 1898 eröffnet.

### Zschopau im 20. Jahrhundert
1903 wurde der „Kaisersaal“ am Königsplatz (heute: An den Anlagen) eröffnet. Richard Mößner hatte dazu die ehemalige Zwirnerei C.C. Müller erworben und umgebaut. Der Saal hatte eine Kapazität von 1.000 Plätzen. Ab 1910 wurden dort unter der Bezeichnung „Kammerlichtspiele Zschopau“ durch den Pächter Bruno Bemme dreimal pro Woche Stummfilme gezeigt.
1906 erfolgte die Gründung der Fa. Metallwarenfabrik Richter, Müller und Puschmann auf der Johannisstraße, ab 1912 Fa. Franz Richter, Zelluloid- und Blechspielwaren auf der Moltkestraße.
1908 wurde das neue Postamt am Altmarkt in Betrieb genommen (bis 2006 in Betrieb). Der Kohlehändler Paul Franz (1856–1940) hatte den Bau initiiert und finanziert. Im gleichen Jahr erhielt Zschopau Anschluss an das Netz der Oberlungwitzer Elektrizitäts-Gesellschaft.
Nachdem die Forstverwaltung mehr als 400 Jahre lang ihren SItz auf Schloss Wildeck hatte, wurde sie 1911 nach Flöha verlegt.
Die Bodemer-Fabrik, seit 1913 „Zschopauer Baumwollspinnerei A.G.“, vergrößerte sich ständig weiter und beschäftigte 1925 1100 Arbeiter in einem Werk mit 82.000 Spindeln. Auf dem Wege der Zwangsversteigerung übernahm sie 1927 die Spinnerei Max Teichmann & Co. (früher Oehme / Hübner / Brückner) am sog. Zweigwerkufer (Krumhermersdorfer Straße). Im Jahr 1932 übernahm sie auch die 1906 von Friedrich Kusel gegründete Spinnerei in Gelenau.
1914 wurden die beiden Strumpffabriken Winkler und Pauli gegründet.
1906 erwarb der Däne Jørgen Skafte Rasmussen eine stillgelegte Tuchfabrik im Tal des Bachs Tischau und gründete 1907 eine Armaturenfabrik, in der während des Ersten Weltkrieges auch Zündkapseln und Granatzünder hergestellt wurden. 1916 wurde wegen der zunehmenden Benzinknappheit der Prototyp eines Dampfkraftwagens (D.K.W.) entwickelt, die Versuche wurden 1921 eingestellt. 1918 begann mit einem Spielzeugmotor des Ingenieurs Hugo Ruppe die Fertigung von Verbrennungsmotoren (D.K.W. = „Des Knaben Wunsch“). Seine Weiterentwicklung zum Fahrradhilfsmotor verhalf dem Unternehmen zum Durchbruch und mündete 1922 im Beginn der Serienproduktion von Motorrädern (D.K.W.=„Das kleine Wunder“). Auch Stationär- und Einbaumotoren wurden gefertigt. 1928 und 1929 waren die Zschopauer Motorenwerke J. S. Rasmussen mit ihrer Marke DKW die größte Motorradfabrik der Welt. Die Auswirkungen der Weltwirtschaftskrise brachten das zwischenzeitlich zum Konzern angewachsene Unternehmen in finanzielle Schwierigkeiten und es wurde 1932 Teil der Auto Union AG mit Sitz in Chemnitz. Mangels geeigneter Räumlichkeiten in Chemnitz verblieb der Sitz der Hauptverwaltung zunächst in Zschopau. Der Firmengründer J.S. Rasmussen verließ nach Differenzen mit dem Vorstand das Unternehmen 1934 und zog 1939 nach Sacrow bei Potsdam. Die Verlegung der Hauptverwaltung nach Chemnitz erfolgte 1936 in die umgebauten und erweiterten Gebäude der ehemaligen Presto-Werke. Während des Zweiten Weltkriegs war das Zschopauer Werk in die Rüstungsproduktion einbezogen und fertigte u. a. Motoren für eine standardisierte Tragkraftspritze, Stromerzeugungsaggregate sowie Motorräder für die Wehrmacht.
Nach 1900 hat Zschopau mehrere Stadterweiterungen erfahren, vor allem nach Osten. 1918 erfolgte die Gründung einer „Gemeinnützigen Wohnungsbau-Genossenschaft“. Durch diese wurden in der Folgezeit zahlreiche Siedlungshäuser erbaut. 1922 wurde in der ehemaligen Turnhalle des Arbeiter-Turnvereins „Friedrich Ludwig Jahn“ auf Initiative des Stadtrats Moritz Nietzel eine Jugendherberge eingerichtet. Im Zeitraum von 1924 bis 1926 entstand an der Thumer Straße die Spinnereisiedlung. 1928/1929 entstand im Südwesten der Stadt die „DKW-Siedlung“ als Werkssiedlung des Motorradwerkes. Das unterirdische Wasserwerk wurde 1930 in Betrieb genommen.
Mit der Machtergreifung der Nationalsozialisten wurden im März 1933 mehr als 200 Zschopauer Einwohner verhaftet, das Gefängnis von Schloss Wildeck war durch die Einlieferung von Schutzhäftlingen überfüllt. 1936 wurde das neue Finanz- und Zollamt auf der Beethovenstraße seiner Bestimmung übergeben (ab 1948 Krankenhaus, seit 1997 AOK-Geschäftsstelle). 1936/1937 wurde die neue Handels- und Gewerbeschule in der Schulstraße errichtet.
Während der „Reichskristallnacht“ wurde am 9. November 1938 das Bekleidungsgeschäft von Emil Motulski (siehe oben „Liste der Stolpersteine“) demoliert.
1940 wurde Zschopau an das Ferngasnetz von Chemnitz angeschlossen, das 1868 gegründete städtische Gaswerk verlor zunehmend an Bedeutung.
1941 wurden die ersten Häuser in der „Neuen Heimat“ hoch über der Stadt in südlicher Richtung auf dem Zschopenberg errichtet. Der Bau weiterer geplanter Häuser wurde durch den Krieg verhindert.
Vom 21. November 1944 bis zum 14. April 1945 existierte ein Außenlager des KZ Flossenbürg bei der Auto Union AG in Zschopau. 500 jüdische Frauen und Mädchen aus dem Lager Auschwitz mussten hier in der Rüstungswirtschaft Zwangsarbeit verrichten und wurden schließlich am 14. April 1945 mit der Auflösung des Lagers mit der Eisenbahn ab Wilischthal Richtung KZ Theresienstadt evakuiert. Bei dieser Gelegenheit konnten die Zwangsarbeiterinnen Odette Spingarn und Cecilie Weinryb fliehen. Sie wurden unter Lebensgefahr bis Kriegsende von zwei Zschopauer Einwohnerinnen, Elli Fullmann und Anni Schneider, versteckt. Die Überlebenden des Transports wurden am 8. Mai 1945 von der Roten Armee in Theresienstadt befreit. Wie viele Häftlinge während des Transports verstarben und wie viele unterwegs fliehen konnten, lässt sich nicht mehr feststellen.
Am 15. Februar 1945 wurden bei einem Bombenangriff, der wahrscheinlich dem DKW-Werk galt, der rechte Seitenflügel des Ledigenheims durch eine englische Luftmine zerstört und mehrere Wohnhäuser stark beschädigt. Sieben Menschen, darunter zwei Kinder, starben. Bei einem weiteren Bombenangriff am 19. März 1945 wurden 11 Häuser sowie die Schulturnhalle der späteren Martin-Andersen-Nexö-Schule zerstört und 16 Menschen getötet, davon 12 im Wohnhaus Seminarstraße 2.
Der stellvertretende Stadtkommandant Friedrich Wunderlich verweigerte im Mai 1945 den Befehl zur Sprengung der Zschopaubrücke. Otto Greßler, Hans Senke und Hugo Eckleben machten die bereits installierten Sprengeinrichtungen unbrauchbar. Die Stadt wurde am 8. Mai 1945 kampflos von sowjetischen Truppen eingenommen und im „Stadtcafé“ eine Ortskommandantur eingerichtet. Im Krieg waren 309 Zschopauer gefallen, 198 wurden vermisst.
Nach Ende des Krieges erfolgte 1945/1946 die komplette Demontage der Produktionsanlagen des Motorradwerkes und ihr Abtransport nach Ischewsk. Es folgte eine Phase der Herstellung von Haushaltsgütern im Werk Wilischthal. Ab 1950 wurde mit dem Vorkriegsmodell DKW RT 125 der Motorradbau in Zschopau unter dem Namen IFA fortgeführt. 1952 änderte sich der Firmen-Name in „VEB Motorradwerk Zschopau“, MZ. Ab dem Jahr 1956 wurden auch alle Modelle „MZ“ genannt. Privatisiert zur Motorradwerk Zschopau GmbH hat das Unternehmen am 18. Dezember 1991 Insolvenz angezeigt; Unternehmen, die den Namen in veränderter Form fortführen wollten, produzierten im Nachbarort Großolbersdorf.
In Zschopau wurden 1946 im Rahmen des sogenannten Volksentscheids folgende Firmen enteignet: das Werk DKW der Auto Union AG, die Nadelfabrik Otto Scherf, die Knopffabrik Richter sowie die Metallindustrie Zschopau (Blau-Werke). Im gleichen Jahr nahm die Volkshochschule ihren Betrieb wieder auf. Außerdem erhielt die Stadt in diesem Jahr den Anschluss an die Trinkwasserversorgungsleitung von der Neunzehnhainer Talsperre nach Chemnitz. 1947 wurde in der ehemaligen Kinderbewahranstalt auf dem Hoffeld ein Altersheim eingerichtet. Die 14 Glocken aus dem Glockenspiel des Alten Rathauses, die man 1942 kriegsbedingt abliefern musste, wurden 1947 durch einen glücklichen Zufall auf dem „Glockenfriedhof“ in Hamburg entdeckt und nach Zschopau zurückgebracht. Bereits ein Jahr später erklang das Glockenspiel wieder. 1953 wurde die Baumwollspinnerei (ehem. Bodemer) als „VEB Baumwollspinnerei Zschopautal“ verstaatlicht.
1956 brannte der 1903 errichtete „Kaisersaal“ bis auf die Grundmauern nieder, 1958 wurde das an seiner Stelle neu erbaute „Filmeck“ eröffnet. 1961 wurde die neu errichtete Poliklinik an der Beethovenstraße ihrer Bestimmung übergeben. 1971 wurde die Brauerei an der Waldkirchner Straße geschlossen, damit endeten mehr als 500 Jahre Zschopauer Brautradition. Im Rahmen der zweiten Enteignungswelle 1972 wurden folgende Betriebe verstaatlicht: Chemnitzer Teigwarenfabrik, Strumpffabrik Max Kreißig, Wäsche- und Kleiderfabrik F. H. Scheil, Strumpffabrik Max Winkler, Ofenbau Heinrich Ehnert.
1975 wurde das Feierabend- und Pflegeheim an der Südstraße eröffnet werden, 1976 der neue Kraftverkehrshof an der Chemnitzer Straße. 1977 entstand oberhalb der Gaststätte „Goldener Stern“ das Wohngebiet „Stadtblick“. 1977 wurde an der Alten Marienberger Straße die Oberschule III als POS „Klement Gottwald“ (heute Grundschule) eröffnet. 1982 entstand im Norden der Stadt in Plattenbauweise das August-Bebel-Wohngebiet für etwa 3.000 Einwohner.
1992 wurde das „Filmeck“ unter Pächter Bert Fröbe als „Zschopauer Stadthalle“ wiedereröffnet. Zum Stadtfest „700 Jahre Zschopau“ (1292 wurde Zschopau erstmalig als Stadt erwähnt) kamen mehr als 100.000 Besucher, der „Dicke Heinrich“ von Schloss Wildeck wurde als Aussichtsturm eröffnet. 1995 wurde das Wohngebiet „Illmhöhe“ im Norden der Stadt erschlossen. 1998 kaufte die ZESEG (Zschopauer Sanierung und Erschließung GmbH), an der die Stadt Zschopau mehrheitlich beteiligt war, von Stadtrat Bert Fröbe (BFW) die Stadthalle Zschopau (Filmeck) für 950.000 DM. Fröbe hatte die Immobilie zuvor von der Treuhand für 420.000 DM erworben. 1999 schloss OB Klaus Baumann für die Stadthalle mit der ZESEG ohne das Wissen des Stadtrats einen 25-Jahres-Pachtvertrag ab. Da die Rechtsaufsicht des Landkreises ihre Zustimmung verweigerte, wurde der Vertrag vom Stadtrat am 5. Juli 2000 annulliert. Die Stadt erwarb mit Beschluss vom 13. März 2002 die Stadthalle und ließ sie 2006 abreißen. Die ZESEG (inzwischen umfirmiert als W.I.T.) ging 2003 in die Insolvenz. Für die Stadt entstand aus diesem Geschäft ein Verlust von mehr als 600.000 Euro.

### 21. Jahrhundert

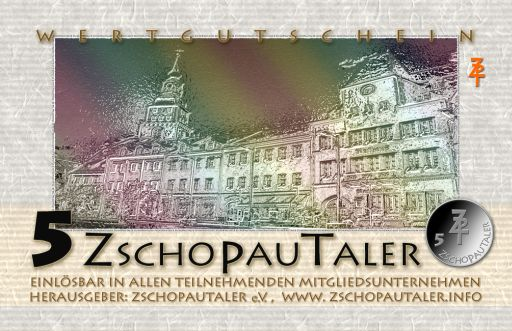
ZschopauTaler

Beim Hochwasser am 12. August 2002 wurden die Häuser in Ufernähe in Mitleidenschaft gezogen. Das Gebäude Altmarkt 4 (früher Gasthof „Zum Weißen Rößgen“ bzw. „Hotel Stadt Wien“, jetzt Polizeiposten) wurde 2003 abgerissen und bis 2005 für ca. 3 Mio. EUR an gleicher Stelle wiedererrichtet.
Vom 17. August 2007 bis 28. Februar 2014 waren in der Region Mittweida, Frankenberg, Waldheim, Hainichen, Flöha, Augustusburg und Zschopau 379.916 Euro als Regionalwährung ZschopauTaler (ZPT) in Umlauf. Es war eine Schwundwährung: Auf jeden Schein war ein Verfallsdatum gedruckt, bis zu dem er an Wert verlor und zu dem er absolut wertlos wurde. Ein Zschopautaler hatte 2011 etwa einen Wert von einem Euro. Er warf keinen Zins ab, vielmehr kostete der Rücktausch in Euro fünf Prozent Gebühr.
2008 wurde das Staatliche Vermessungsamt an der Thumer Straße mit mehr als 50 Beschäftigten geschlossen.
Die Außenstelle des Arbeitsamtes wurde 2013 geschlossen.
Am 16. Juli 2021 verlieh das Sächsische Innenministerium der Kleinstadt auf ihren Antrag hin zur Würdigung des Motorradbaus in ihr das Recht, sich als „sonstige Bezeichnung“ nach Sächsischer Gemeindeordnung neben ihrer Bezeichnung „Große Kreisstadt“ auf amtlichen Schreiben und auf dem Ortseingangsschild „Motorradstadt“ zu nennen.

### Einwohnerentwicklung
Nachdem die Stadt bis ins 18. Jahrhundert zu den größeren sächsischen Städten gezählt hatte, waren dem Wachstum in der Zeit der Industrialisierung vor allem durch die geographische Lage der Stadt im engen Talkessel Grenzen gesetzt. Nach dem Zweiten Weltkrieg begann man damit, die umliegenden Hänge zu bebauen, ab 1980 erfolgte der Bau der Plattensiedlung „August Bebel“ für über 3000 Menschen. Nach 1990 nahm die Bevölkerung wegen hoher Arbeitslosigkeit, damit verbundener Abwanderung und sinkenden Geburtenraten, aber auch durch den Neubau von Eigenheimsiedlungen in den umliegenden Dörfern, massiv ab. Damit hat Zschopau zwischen 1990 und 2015 ca. 35 % seiner Einwohner verloren.
| 1750–1950 - 1750 – 04.300 - 1841 – 06.100 - 1871 – 07.877 - 1890 – 07.441 - 1900 – 06.748 - 1910 – 06.732 - 1925 – 07.455 - 1939 – 08.854 - 1946 – 08.983 | 1950 bis 2002 - 1964 – 10.286 - 1989 – 14.757 - 1992 – 14.028 - 1995 – 13.449 - 1998 – 12.849 - 1999 – 12.563 - 2000 – 12.364 - 2001 – 12.185 - 2002 – 11.939 | 2003 bis 2011 - 2003 – 11.823 - 2004 – 11.657 - 2005 – 11.493 - 2006 – 11.247 - 2007 – 10.928 - 2008 – 10.678 - 2009 – 10.474 - 2010 – 10.317 - 2011 – 10.293 | ab 2012 - 2012 – 9.814 - 2013 – 9.719 - 2015 – 9.538 - 2019 – 9.170 - 2020 – 9.024 - 2021 – 8.932 |  | Zschopau (ohne Ortsteile) - 2011 – 8.618 |  | Ortsteil Krumhermersdorf - 1999 – 1.473 |

Quelle bis 1964: Das mittlere Zschopaugebiet (= Werte unserer Heimat. Band 28). 1. Auflage. Akademie-Verlag, Berlin 1977, S. 206–207.
Quelle ab 1989: Statistisches Landesamt des Freistaates Sachsen

## Politik

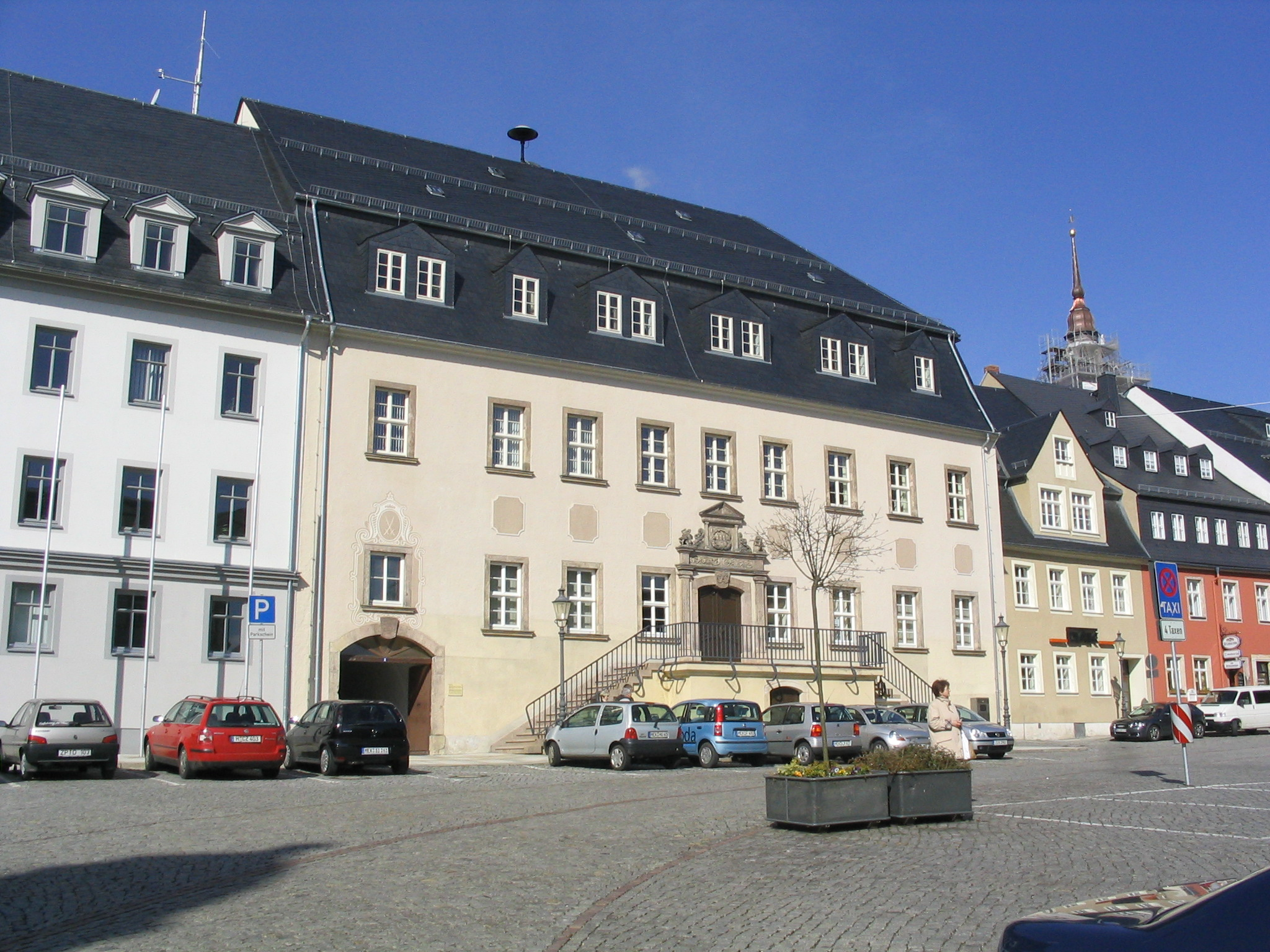
Neues Rathaus (2006)

### Status
Mit der Verwaltungsreform 1952 wurde Zschopau Verwaltungssitz des neu gegründeten Kreises Zschopau. 1990 wurde daraus der Landkreis Zschopau. Unter dem damaligen Landrat Siegfried Trommer wurden bedeutende Projekte geplant bzw. realisiert, so z. B. die Ortsumgehung der Bundesstraße 174, die Errichtung des neuen Krankenhauses auf dem Zschopenberg, die Sanierung des Zschopauer Gymnasiums und der Bau des beruflichen Schulzentrums. Mit der Kreisreform 1994 ging der Landkreis Zschopau im Mittleren Erzgebirgskreis auf, neue Kreisstadt wurde Marienberg. 1999 erhielt Zschopau den Status einer „Großen Kreisstadt“. Seit der Kreisreform 2008 gehört Zschopau zum neu gegründeten Erzgebirgskreis mit Sitz in Annaberg-Buchholz.

### Stadtrat
Zur Stadtratswahl vom 9. Juni 2024 erzielten die Wahlvorschläge die nebenstehenden Ergebnisse. Frühere Wahlen sind tabellarisch aufgelistet.
| Stadtrat ab 2024Insgesamt 18 Sitze - Linke: 2 - Grüne: 1 - BFW: 6 - Wir V: 5 - FDP: 1 - CDU: 3 | Liste              | 2024   | 2024   | 2019   | 2019   | 2014   | 2014   |
| Stadtrat ab 2024Insgesamt 18 Sitze - Linke: 2 - Grüne: 1 - BFW: 6 - Wir V: 5 - FDP: 1 - CDU: 3 | Liste              | Sitze  | in %   | Sitze  | in %   | Sitze  | in %   |
| Stadtrat ab 2024Insgesamt 18 Sitze - Linke: 2 - Grüne: 1 - BFW: 6 - Wir V: 5 - FDP: 1 - CDU: 3 | Bund Freier Wähler | 6      | 33,6   | 4      | 23,0   | 4      | 21,6   |
| Stadtrat ab 2024Insgesamt 18 Sitze - Linke: 2 - Grüne: 1 - BFW: 6 - Wir V: 5 - FDP: 1 - CDU: 3 | Wir – die Vereine  | 5      | 27,2   | 5      | 27,0   | –      | –      |
| Stadtrat ab 2024Insgesamt 18 Sitze - Linke: 2 - Grüne: 1 - BFW: 6 - Wir V: 5 - FDP: 1 - CDU: 3 | CDU                | 3      | 14,3   | 3      | 13,9   | 6      | 34,9   |
| Stadtrat ab 2024Insgesamt 18 Sitze - Linke: 2 - Grüne: 1 - BFW: 6 - Wir V: 5 - FDP: 1 - CDU: 3 | Linke              | 2      | 11,2   | 3      | 14,7   | 5      | 25,4   |
| Stadtrat ab 2024Insgesamt 18 Sitze - Linke: 2 - Grüne: 1 - BFW: 6 - Wir V: 5 - FDP: 1 - CDU: 3 | FDP                | 1      | 7,2    | 1      | 6,4    | 1      | 5,4    |
| Stadtrat ab 2024Insgesamt 18 Sitze - Linke: 2 - Grüne: 1 - BFW: 6 - Wir V: 5 - FDP: 1 - CDU: 3 | Grüne              | 1      | 6,7    | 2      | 12,0   | 1      | 7,6    |
| Stadtrat ab 2024Insgesamt 18 Sitze - Linke: 2 - Grüne: 1 - BFW: 6 - Wir V: 5 - FDP: 1 - CDU: 3 | SPD                | –      | –      | –      | 2,9    | 1      | 5,1    |
| Stadtrat ab 2024Insgesamt 18 Sitze - Linke: 2 - Grüne: 1 - BFW: 6 - Wir V: 5 - FDP: 1 - CDU: 3 | Wahlbeteiligung    | 63,8 % | 63,8 % | 60,4 % | 60,4 % | 46,5 % | 46,5 % |

### Bürgermeister
- 1994–2015: Klaus Baumann (CDU)
- seit 2015: Arne Sigmund (Einzelbewerber)

| Wahl | Bürgermeister       | Vorschlag | Wahlergebnis (in %) |
| ---- | ------------------- | --------- | ------------------- |
| 2022 | Hubert Arne Sigmund | Sigmund   | 58,5                |
| 2015 | Hubert Arne Sigmund | Sigmund   | 35,0                |
| 2008 | Klaus Baumann       | CDU       | 72,1                |
| 2001 | Klaus Baumann       | CDU       | 61,9                |
| 1994 | Klaus Baumann       | BFW Z     | 60,6                |

### Verwaltungsgemeinschaft
Mit der Gemeinde Gornau/Erzgeb. besteht seit dem Jahr 2000 die Verwaltungsgemeinschaft Zschopau.

### Städtepartnerschaften
Partnerschaften bestehen seit 1972 mit der Stadt Louny in Böhmen, seit 1990 mit der Stadt Neckarsulm in Baden-Württemberg, seit 2010 mit der Stadt Veneux-les-Sablons in Frankreich sowie seit 2023 mit der Stadt Budakeszi in Ungarn.

## Kultur und Sehenswürdigkeiten
- siehe auch: Liste der Kulturdenkmale in Zschopau

### Sakrale Bauten

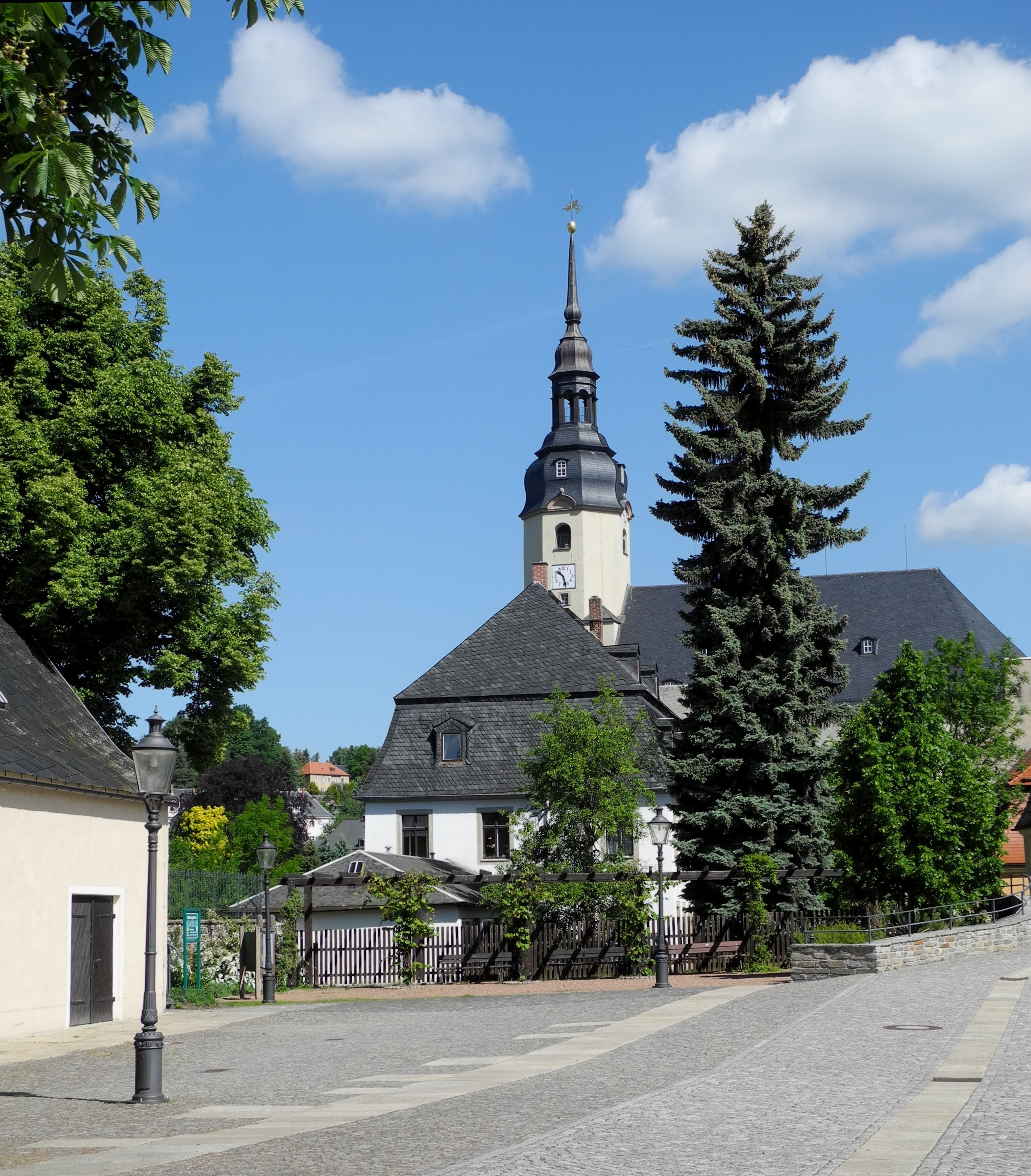
Evangelische Stadtkirche St. Martin, davor das Pfarrhaus (2011)

- Die St.-Martin-Kirche wurde 1494 als spätgotische Stadtkirche errichtet. Sie wurde beim großen Stadtbrand von 1634 gänzlich zerstört, später wieder aufgebaut und 1649 wieder eingeweiht. 1658 bis 1660 erhielt sie eine Orgel des bekannten Leipziger Orgelbauers Christoph Donat und 1697 einen neuen Glockenturm. Beim Stadtbrand von 1748 brannte die Kirche erneut aus. Von 1750 bis 1751 wurde sie unter Erhaltung der Umfassungsmauern und des mittelalterlichen Grundrisses nach einem Entwurf des Baumeisters Siegert im Stil des Dresdner Barock wieder aufgebaut. 1752 bis 1755 erhielt sie eine Orgel des Orgelbaumeisters Jacob Oertel aus Grünhain, diese ist die drittgrößte erhaltene Barockorgel in Sachsen und galt noch über 100 Jahre lang als eine der schönsten Orgeln Sachsens.[30][31] 1798 wurde der Wiederaufbau mit Errichtung eines neuen Kirchturms abgeschlossen. Im Innern der Kirche befindet sich ein klassizistischer Altar von 1858.[32]
- Das Pfarrhaus (Pfarrgäßchen 1) befindet sich etwa in der Mitte zwischen Kirche und Schloss. Der stattliche Barockbau stammt im Kern aus dem Jahr 1562 und hat die verheerenden Stadtbrände von 1634 und 1748 unbeschadet überstanden. Es zählt damit zu den ältesten Häusern der Stadt. Der mächtige zweigeschossige Mauerwerksbau, der seine heutige Form in der zweiten Hälfte des 18. Jahrhunderts erhielt, wird von einem Mansardwalmdach in Schieferdeckung gekrönt. Das Pfarramt hat heute seinen Sitz im Gemeindehaus, Schloßberg 3.
- Gemeindezentrum der Neuapostolischen Kirche, Hoffeld 4a (1993)

### Weltliche Bauten

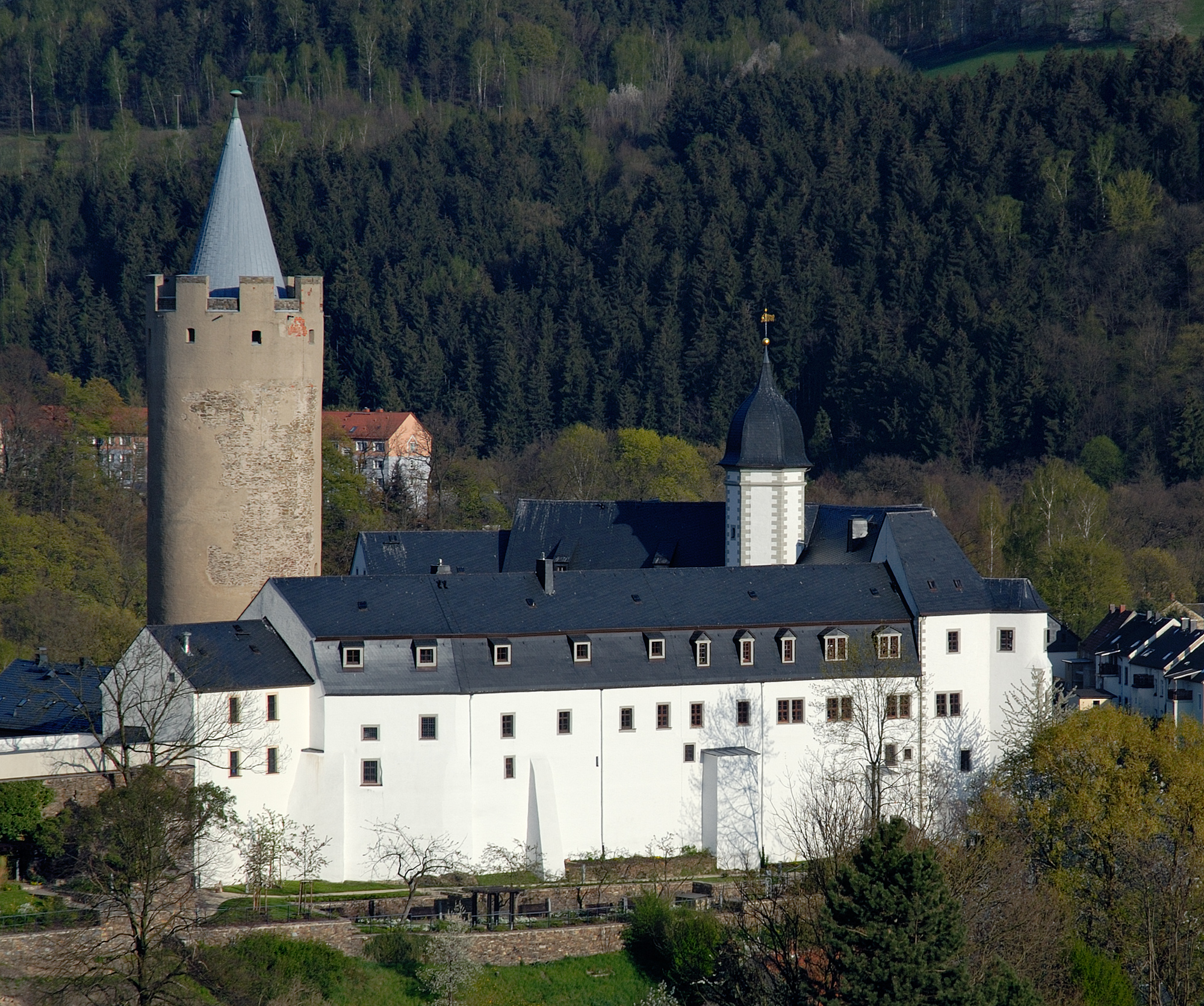
Schloss Wildeck von Nordwest (2007)

- Schloss Wildeck (Umbau zum Jagdschloss 1545) mit Bergfried „Dicker Heinrich“ (erbaut Mitte des zwölften Jahrhunderts)
- Die ca. 5 m hohe mittelalterliche Stadtmauer aus dem 15. Jahrhundert (1494/1495[4]) ist im Verlauf zwischen Marienstraße und Schillerplatz/Brühl/An den Anlagen noch teilweise erhalten. Sie ist größtenteils nicht mehr öffentlich zugänglich, lediglich am ehemaligen Scheunentor (etwa Körnerstraße 8) ist diese in Richtung Norden noch einsehbar. Wie man dort sehen kann, ist diese als Feldsteinmauer errichtet worden.
Das einzige öffentlich zugängliche Stück im Bereich links der Marienstraße 5 (Parkplatz) ist nicht mehr die originale Stadtmauer aus Bruchstein, denn an Stellen, wo der (in letzter Zeit aufgebrachte) Putz fehlt, ist Ziegelmauerwerk zu erkennen. Direkt rechts daneben im privaten Grund ist noch Bruchsteinmauerwerk zu sehen.
Die vier Stadttore sind nicht mehr vorhanden (nach Ansicht der Stadt um 1650) im Süden: „Wolkensteiner Tor“ (etwa Gartenstraße Abzweig Borngraben, 1818 abgebrochen) im Norden: „Chemnitzer Tor“ (etwa Lange Straße 44, 1548 steinern überbaut, 1815 abgebrochen) im Osten: „Hermersdorfer Tor“ (etwa Einmündung Gartenstraße/Breitscheidstraße, 1548 steinern überbaut, 1828 abgebrochen) im Osten: „Neues Tor“ oder „Scheunentor“ oder „Augustusburger Tor“ (etwa Körnerstraße 8, später errichtet, ca. 1880 abgebrochen).
- Altes Rathaus (erbaut 1494/1495[4]) Neumarkt 2 mit Glockenspiel von 1938 im Dachreiter, welches täglich 09:00 Uhr, 13:00 Uhr und 18:00 Volksweisen spielt.[33] Nach dem großen Stadtbrand von 1634 dauerte der Wiederaufbau bis 1679, nach dem großen Brand von 1748 war das Rathaus bereits 1749 wieder aufgebaut. Direkt im bzw. am Rathaus befanden sich die Brot- und die Fleischbänke. 1855 verkaufte die Stadt das Rathaus an den Tuchmachermeister Johann Friedrich Wilhelm Oehme, der darin die Gastwirtschaft „Deutsches Haus“ einrichtete. Zeitgleich erwarb die Stadt das 1561 erbaute Edelhaus am Altmarkt (heute Neues Rathaus), um es als SIz der Verwaltung auszubauen. Nach zahlreichen Besitzerwechseln kaufte die Stadt 1920 das Alte Rathaus zurück, um zusätzlichen Platz für die Verwaltung und andere öffentliche Institutionen wie die Sparkasse, die Stadtgirokasse, das Arbeitsamt und das Finanzamt zu schaffen. Zum Schul- und Heimatfest 1938 stiftete der DKW-Gründer Jörgen Skafte Rasmussen ein Glockenspiel für das Rathaus. Nach den im Zeitraum von 2012 bis 2016 erfolgten umfangreichen Umbau- und Sanierungsarbeiten befinden sich im Erdgeschoss zwei gastronomische Einrichtungen und im Obergeschoss der Ratssaal sowie eine Notar- und eine Anwaltskanzlei.
- Neues Rathaus Altmarkt 2 (erbaut 1561 im Renaissancestil) durch den Landjägermeister Cornelius von Rüxleben, Aus dieser Zeit sind noch Teile es alten Eingangsportals erhalten. 1855 wurde es von der Stadt als neuer Sitz der Verwaltung erworben, im Laufe der Zeit beherbergte es aber auch andere Einrichtungen wie die erste städtische Bibliothek (1863), Räume für fünf Mädchenklassen (bis 1888) und eine Gastwirtschaft (im Keller). Von 1952 bis 1990 wurde es als Sitz der SED-Kreisleitung genutzt. Von 1969 bis 1973 fanden bedeutende Umbauarbeiten statt, bei denen historische Bausubstanz (wie der Treppenturm und Kreuzgewölbe aus der Entstehungszeit des Hauses) in größerem Umfang verloren ging. 1990 wurde es wieder von der Stadtverwaltung in Besitz genommen, nach zahlreichen Umbau- und Sanierungsarbeiten mit einem Umfang von ca. 3 Mio. EUR im Zeitraum von 1995 bis 2009 ist es ab 2010 wieder alleiniger SItz der Verwaltung.
- Fachwerkbau Wilkehaus Johannisstraße 2, erbaut 1657
- kursächsische Postmeilensäule von 1727, wurde 2009 nach einem Reststück rekonstruiert und an der Einmündung Chemnitzer Gasse / Chemnitzer Straße aufgestellt. Das originale Reststück war bis 1988 in der Mauer Gartenstrasse (etwa ehemaliges „Wolkensteiner Tor“), wurde dann dort geborgen und steht seither im Schloss Wildeck in der „Schlanken Margarethe“.
- Alte Posthalterei in der Ludwig-Würkert-Straße 1 (erbaut 1782). Hier betrieb der Tuchmachermeister Christian Ferdinand Kunze (1810–1879) von 1849 bis 1866 eine Posthalterei.[34]
- Die Feldsteinscheunen, welche sich nach dem Stadtbrand weit außerhalb der Stadt (etwa Am Gräbel 2–8) befanden, wurden zwischen 2000 und 2016 bis auf eine abgerissen.
- Steinbogenbrücke über die Zschopau (erbaut 1813)
- Gymnasium (erbaut 1868/1869)
- Martin-Andersen-Nexö-Oberschule (erbaut 1886–1888)
- Aquädukt von Zschopau, hinter In der Aue (erbaut 1907) und Aquädukt im Ortsteil Krumhermersdorf (erbaut 1907)
- Brücke der Bundesstraße 174 (erbaut 1994–1997)

### Denkmale
- Auf der Zschopaubrücke befindet sich das Denkmal „Zschap mei Geeß“ (Zschopau mein Jesus) von 1932, welches an die Strapazen der damaligen Fuhrleute erinnert.
- Am Treppenaufgang von der Brücke zum Schloss befindet sich eine Schrifttafel mit Bildnis des Zschopauer Ehrenbürgers Jacob Georg Bodemer von 1913.
- An der Ostseite der Kirche befindet sich seit 1990 eine Tafel aus Sandstein zum Gedenken an den Zschopauer Pfarrer Valentin Weigel. Er wurde in der Zschopauer Kirche beigesetzt. Die Grabplatte ging wahrscheinlich bei großen Stadtbrand von 1748 verloren. Auf Veranlassung des Seminardirektors August Israel wurde sie 1888 aus Anlass von Weigels 300. Todestag durch eine Metallplatte mit der ursprünglichen Inschrift ersetzt. Die Platte wurde in der Nähe des Altars angebracht.
- Stülpnerbrunnen: Am Uferweg flussaufwärts rechts zwischen Zschopau und Wilischthal befindet sich an der befestigten Quelle eine Metalltafel zum Gedenken an den Wildschütz Karl Stülpner.
- Stolpersteine im Gehweg, siehe dazu auch Liste der Stolpersteine in Zschopau
  - Drei vor dem Gebäude Lange Straße 19 / Ecke Neumarkt erinnern seit 2009 an die jüdischen Mitbürger Emil, Elfriede und Ludwig Motulsky (Inhaber des Bekleidungsgeschäfts, 1942 bzw. 1943 im KZ Majdanek ermordet).[35]
  - Zwei vor dem Gebäude Ludwig-Würkert-Straße 2 / Ecke Neumarkt erinnern seit 2013 an die jüdischen Mitbürger Charlotte und Alfred Hirsch (Teilhaber des Bekleidungsgeschäfts Messerschmidt, 1942 in Riga ermordet)[36]
- Eine Grabstätte mit Gedenkstein auf dem Ortsfriedhof erinnert an sechs namentlich genannte weibliche jüdische KZ-Häftlinge, die im Zweiten Weltkrieg zur Zwangsarbeit nach Zschopau und Wilischthal verschleppt wurden und dort krankheitsbedingt verstarben.
- Auf dem Anton-Günther-Platz in der Nähe des Friedhofes erinnert eine Tafel an den erzgebirgischen Volksdichter und Sänger Anton Günther.
- Denkmal der Erinnerungskultur für Ernst Thälmann. Standort: Gartenstraße. Reliefplatte Bronzeguss mit Kopfbild Ernst Thälmann/Schriftzug, Pylone auf Betonsockel. Entwurf Bildhauer Berthold Dietz.
- An der Straße Richtung Scharfenstein befindet sich kurz nach dem Ortsausgang auf der rechten Seite die „Seminaristen-Kanzel“. Die Gedenktafel trägt folgende Inschrift: „Seinem treuen Vorsteher Studienrat Fritz Eger. In Dankbarkeit der Erzgebirgsverein Zschopau A.D. 1928 – Egers-Rast Seminaristen-Kanzel“ Anmerkung: Fritz Eger (1868–1943) war von 1903 bis 1931 Französischlehrer am Lehrerseminar und an der Oberschule. 1928 verließ der letzte Jahrgang das Seminar, da die Lehrerausbildung in Sachsen schon 1922 an die Hochschulen verlegt worden war. Außerdem war Eger von 1912 bis 1935 (mit Unterbrechungen) Vorstandsmitglied des 1890 gegründeten Erzgebirgszweigvereins Zschopau. Von ihm stammen zahlreiche detaillierte Aufnahmen des Stadtbilds aus dem ersten Drittel des 20. Jahrhunderts.

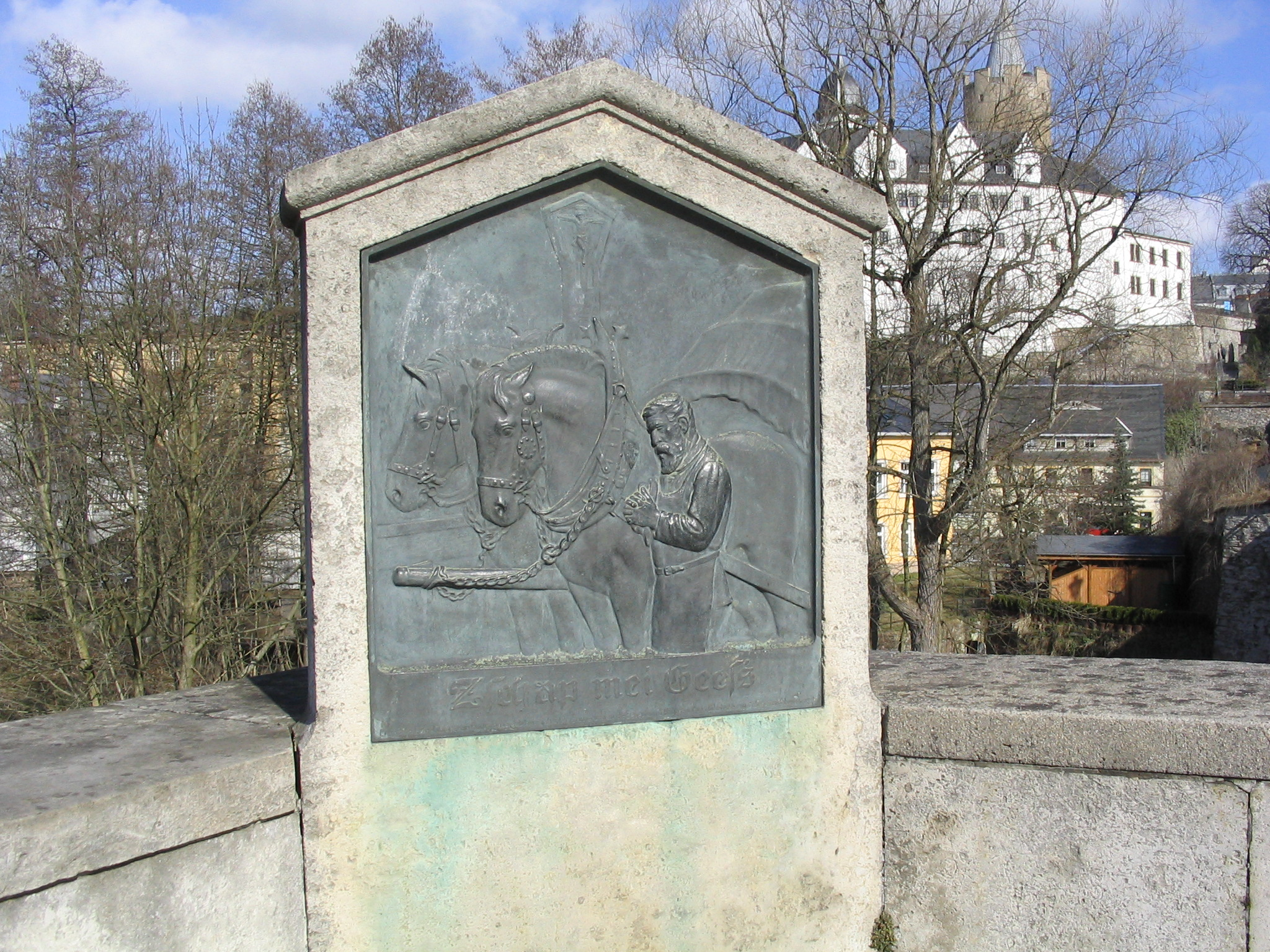
Denkmal an der Zschopaubrücke an der alten Salzstraße (Böhmischer Steig)
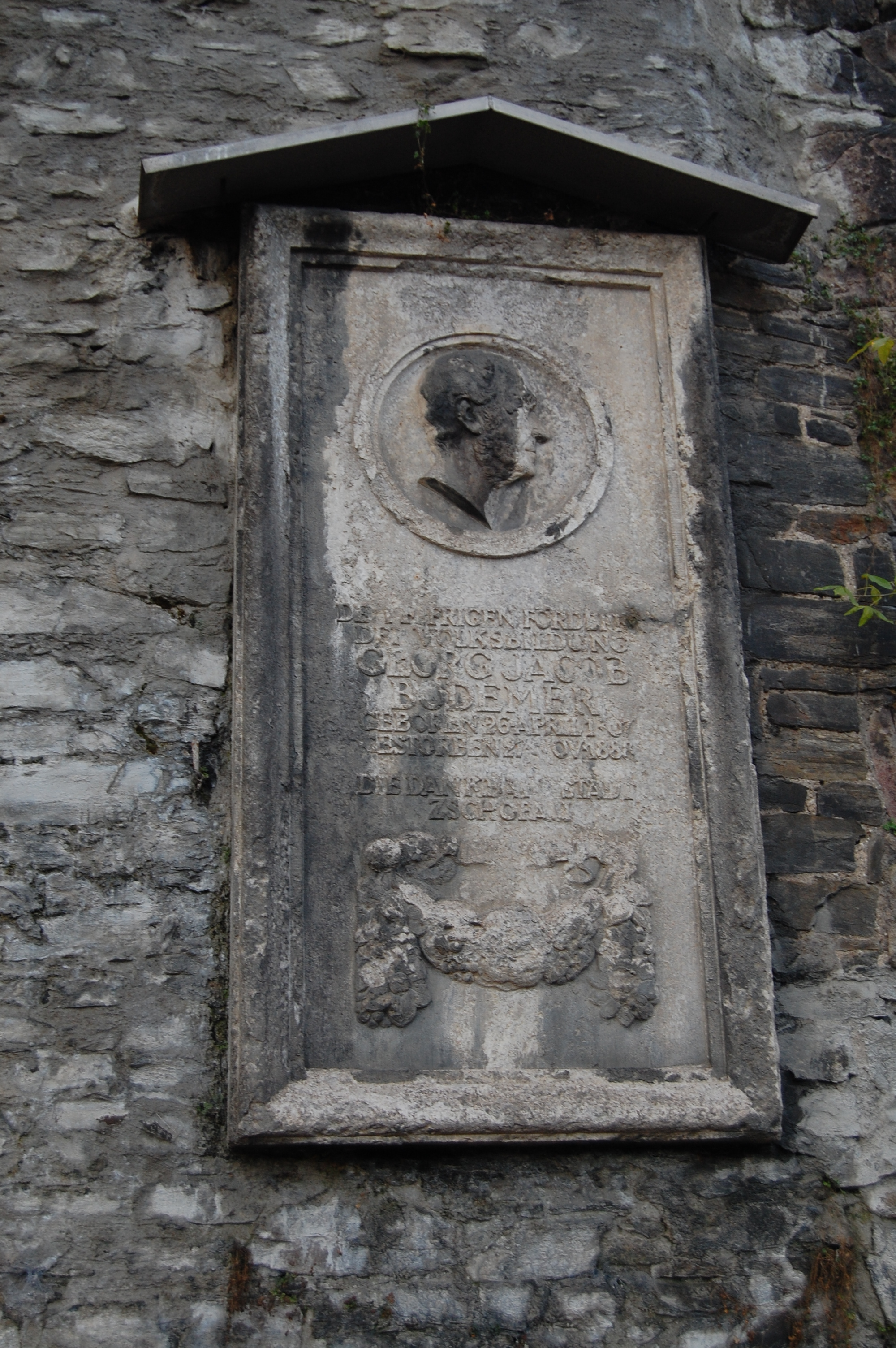
Gedenktafel für Jacob Georg Bodemer von 1913 in Zschopau am Aufgang zum Schloss
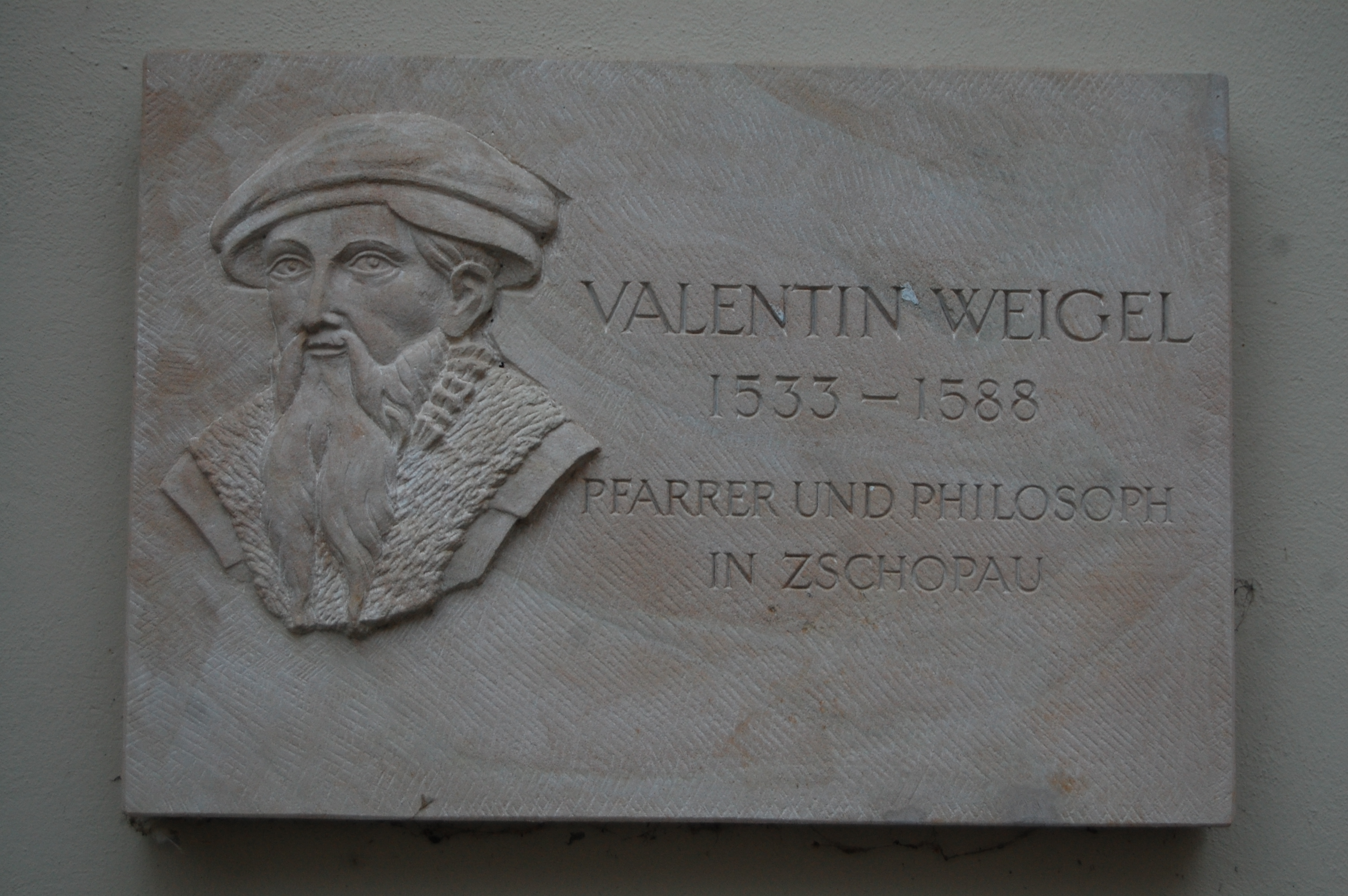
Gedenktafel an der Zschopauer Kirche für Valentin Weigel (1533–1588), seit 1567 Pfarrer in Zschopau
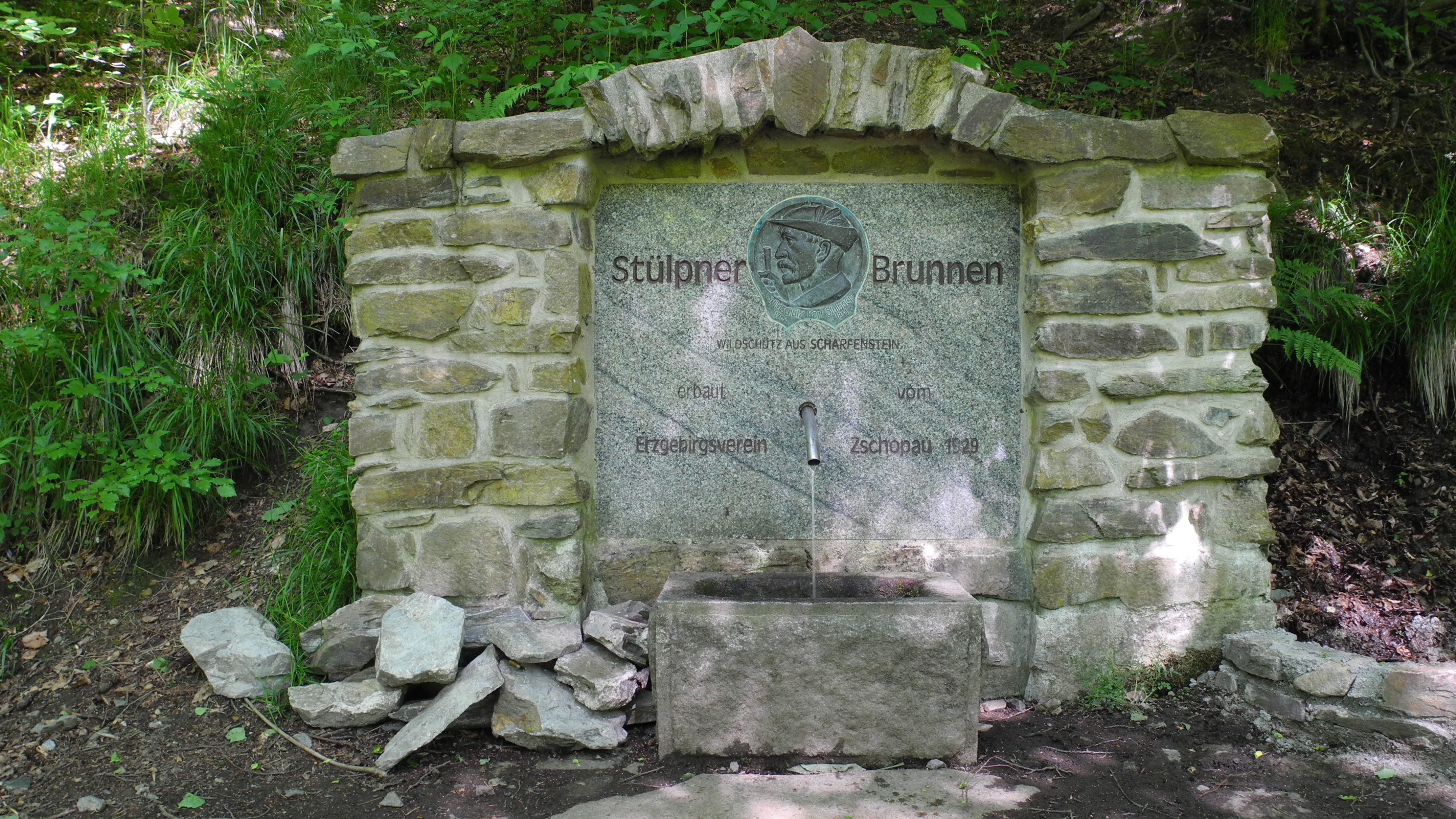
Stülpner Brunnen (von 1929)
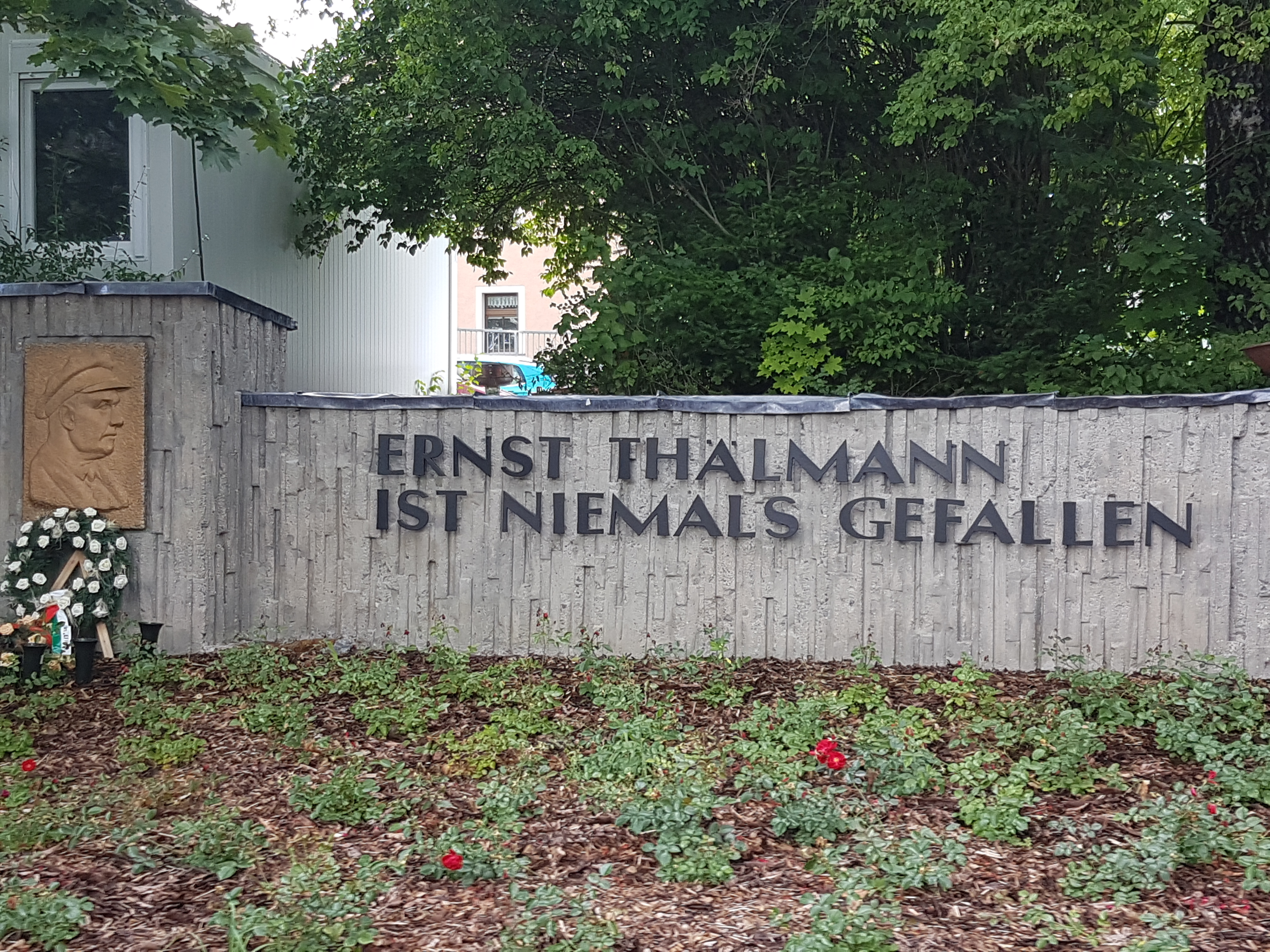
Denkmal der Erinnerungskultur für den KPD-Vorsitzenden Ernst Thälmann

#### Verschwundene Denkmale

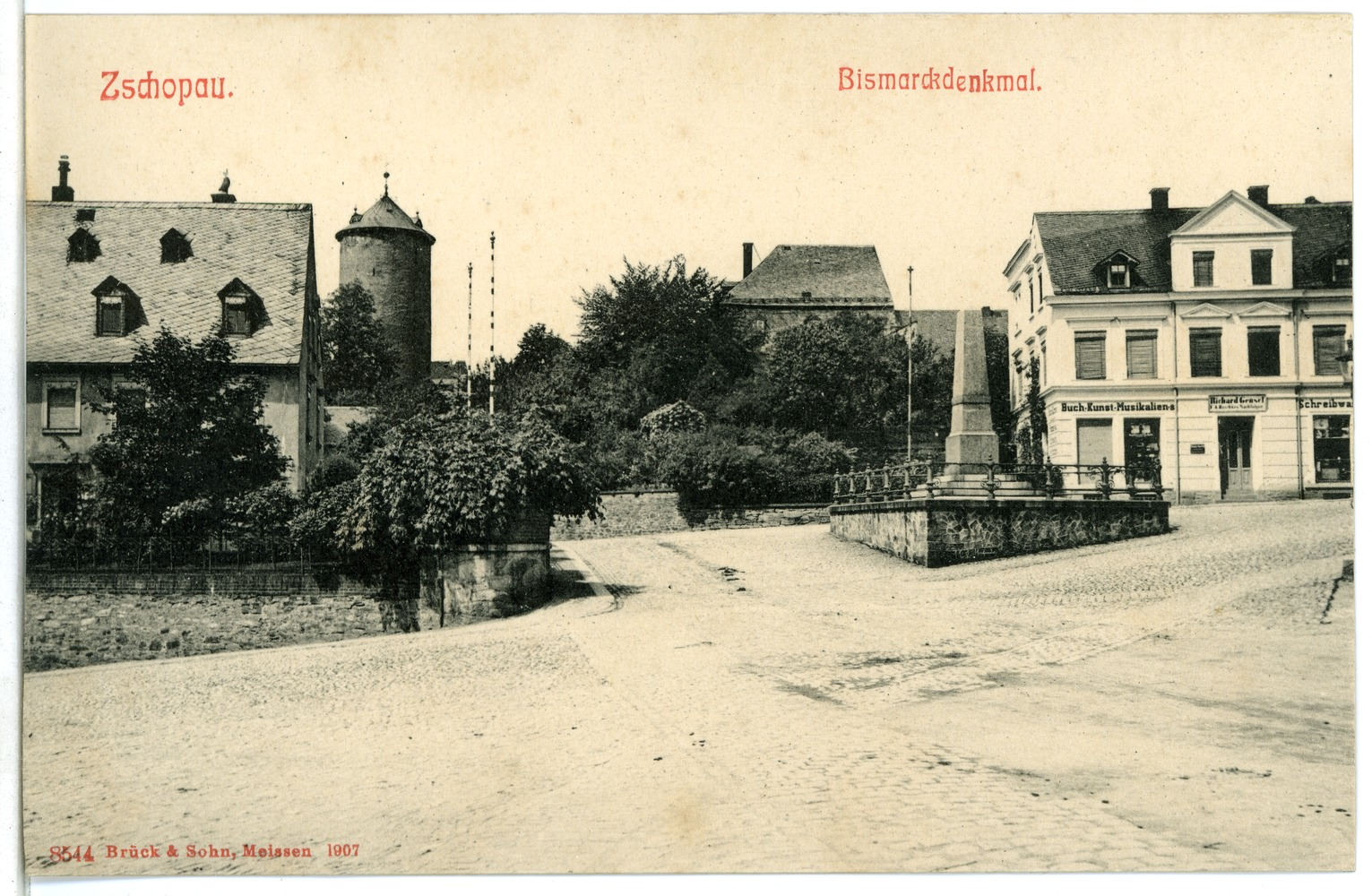
Ansichtskarte mit dem Bismarckdenkmal (1907)

- An der Ostseite der Zschopauer Kirche befand sich seit 1873 ein Denkmal für zehn Gefallene des Frankreichfeldzugs von 1870/1871 aus Zschopau, Witzschdorf und Gornau. Es wurde in den 1960er Jahren entfernt.[37]
- Am 9. Mai 1897 wurde das Bismarck-Denkmal zu Ehren des Zschopauer Ehrenbürgers Otto von Bismarck auf einer Verkehrsinsel Lange Straße / Gartenstraße gegenüber dem Stadtcafé nach einem Entwurf des Bauverwalters Louis Scheller errichtet. Es hatte eine Höhe von 5,30 m und ein Gewicht von 13,5 t. Die Ausführung übernahm die Firma Künzel, Schedler & Co. aus Schwarzenbach im Fichtelgebirge. Der Granit-Obelisk trug ein Bronze-Brustbild Bismarcks (Entwurf des Dresdner Bildhauers Hölbe, Guss durch die Firma Pirner & Franz in Dresden). 1914 fiel es der Metallabgabe zum Opfer. Am 7. Oktober 1950 wurde mit Hilfe neuer Beschriftungstafeln aus dem Bismarck-Denkmal eine „Republik-Säule“. In den 1970er Jahren wurde die Säule entfernt und entsorgt.
- 1922 wurde die Friedhofskapelle zur „Heldengedächtnisstätte“ umgestaltet: im Inneren der Kirche brachte man vier hölzerne Tafeln mit den Namen der 226 Zschopauer an, die im Ersten Weltkrieg gefallen waren. Die Tafeln wurden nach Kriegsende 1945 entfernt.

### Museen
Die Museen der Stadt konzentrieren sich auf das fast vollständig restaurierte Schloss Wildeck in der Altstadt. Hier befinden sich
- „Museum zur Geschichte und Entwicklung des Motorradbaus in Zschopau“
- „Erzgewölbe“ (Mineralienausstellung im Regimentskeller)

Es besteht weiterhin die Möglichkeit die gut erhaltenen Renaissanceräume des Schlosses sowie eine Galerie mit wechselnden Ausstellungen zu besichtigen.
Im Mai 2022 wurde auf dem Gelände des ehemaligen MZ-Werks an der Neuen Marienberger Straße ein Motorradmuseum eröffnet, dass sich schwerpunktmäßig dem Endurosport widmet und in einem angeschlossenen Teil originale Maschinen des Motorradwerks zeigt.
Außerdem existiert im Süden der Stadt direkt am Zschopauufer das Besucherbergwerk „Heilige Dreifaltigkeit Fundgrube“. Die Heilige-Dreifaltigkeits-Fundgrube wurde erstmals im Jahre 1478 urkundlich erwähnt und mit Unterbrechungen bis 1884 betrieben. Der Silbergehalt des Erzes war gering. Seit 1992 werden auf 250 Metern einer Nebenanlage der Fundgrube Führungen angeboten.

### Musik
Schon im 17. Jahrhundert muss in Zschopau ein reges Musikleben geherrscht haben. Der Komponist Christian Liebe, der von 1690 bis zu seinem Tod 1708 in der Stadt als Rektor der Lateinschule wirkte, komponierte hier eine große Zahl seiner Werke, vor allem Kantaten mit einer außergewöhnlich großen Bläserbesetzung, ein Hinweis auf die gute Ausstattung des städtischen Musikkollegs.
Bereits im 17. Jahrhundert existierte in Zschopau eine Stadtpfeiferei, die im Jahre 1828 durch die städtische Musikkapelle ersetzt wurde. Später entstanden neben einem Orchester weitere Musikgruppen aus der städtischen Musikschule heraus (heute Musikschule des Landkreises). Die 1881 gegründete städtische Musikschule im Borngraben (ab 1918 Orchesterschule), der auch ein Internat angeschlossen war, hatte bis in die 1930er Jahre einen hervorragenden Ruf.  Seit 1893 fanden im Musikpavillon in den Anlagen (1962 abgerissen) regelmäßige Konzerte statt. In der Schule erhielten bekannte Musiker wie Hans Hermann, Fips Fleischer und Walter Eichenberg ihre musikalische Ausbildung. Im Oktober 1944 musste die Einrichtung kriegsbedingt ihren Betrieb einstellen, der jedoch bereits im Juli 1945 unter Paul Sperber wieder aufgenommen wurde. Die Einrichtung wurde 1950 durch einen Erlass des sächsischen Volksbildungsministeriums aufgelöst. Ab 1963 existierte wieder eine Musikschule in Zschopau, zunächst als Außenstelle der Musikschule Flöha (ab 1975 Außenstelle der Musikschule Annaberg). Sie hatte ihren Sitz auf Schloss Wildeck und wurde 1990 als „Kreismusikschule Zschopau“ selbständig. 1992 bezog sie die Räume der ehem. MfS-Kreisdienststelle auf der Thumer Straße. Mit der Kreisreform 1994 zum „Mittleren Erzgebirgskreis“ erfolgte auch der Zusammenschluss der betroffenen Musikschulen, ebenso mit der Kreisreform 2008 zum „Erzgebirgskreis“. Die Außenstelle Zschopau hat ihren Sitz seit 2005 in der ehemaligen Lehnmühle, Johannisstraße 58A.
Aber auch im Lehrerseminar fanden sich Musiker zu Orchestern und verschiedenen Chören zusammen. Zeugnis für das umfangreiche musikalische Leben im 19. Jahrhundert gibt der Umbau der Orgelempore in der St. Martinskirche im Jahre 1896, die dem oft mehr als 150 Sänger umfassenden Seminaristenchor nicht mehr genug Platz bot. Nach dem Zweiten Weltkrieg entstanden neben den Schulorchestern in zwei Oberschulen, 1963 ein Pionier- und FDJ-Blasorchester sowie 1965 der Jugendchor der Erweiterten Oberschule (EOS) „Clara Zetkin“ (heute Gymnasium Zschopau), der als beachtlicher Klangkörper mit heute über 50 Sängern in seiner Geschichte auch über die Grenzen der Stadt hinaus Bedeutung erlangt hat. Der Jugendchor Zschopau findet vor allem durch sein sehr weit gefächertes Repertoire Beachtung. Das sakrale Musikleben wird heute vor allem von der Kantorei der St. Martins-Gemeinde geprägt, die seit den 1970er Jahren, damals unter Kantor Zschokke, durch eine umfangreiche Musikpflege und Aufführung bedeutender Werke das kulturelle Leben der Stadt bereichert. Weiterhin existieren heute ein städtischer Chor, ein Männerchor sowie, vor allem im Stadtteil Krumhermersdorf, Musikgruppen, die sich der Pflege der erzgebirgischen Musikkultur verschrieben haben.

### Brauchtum

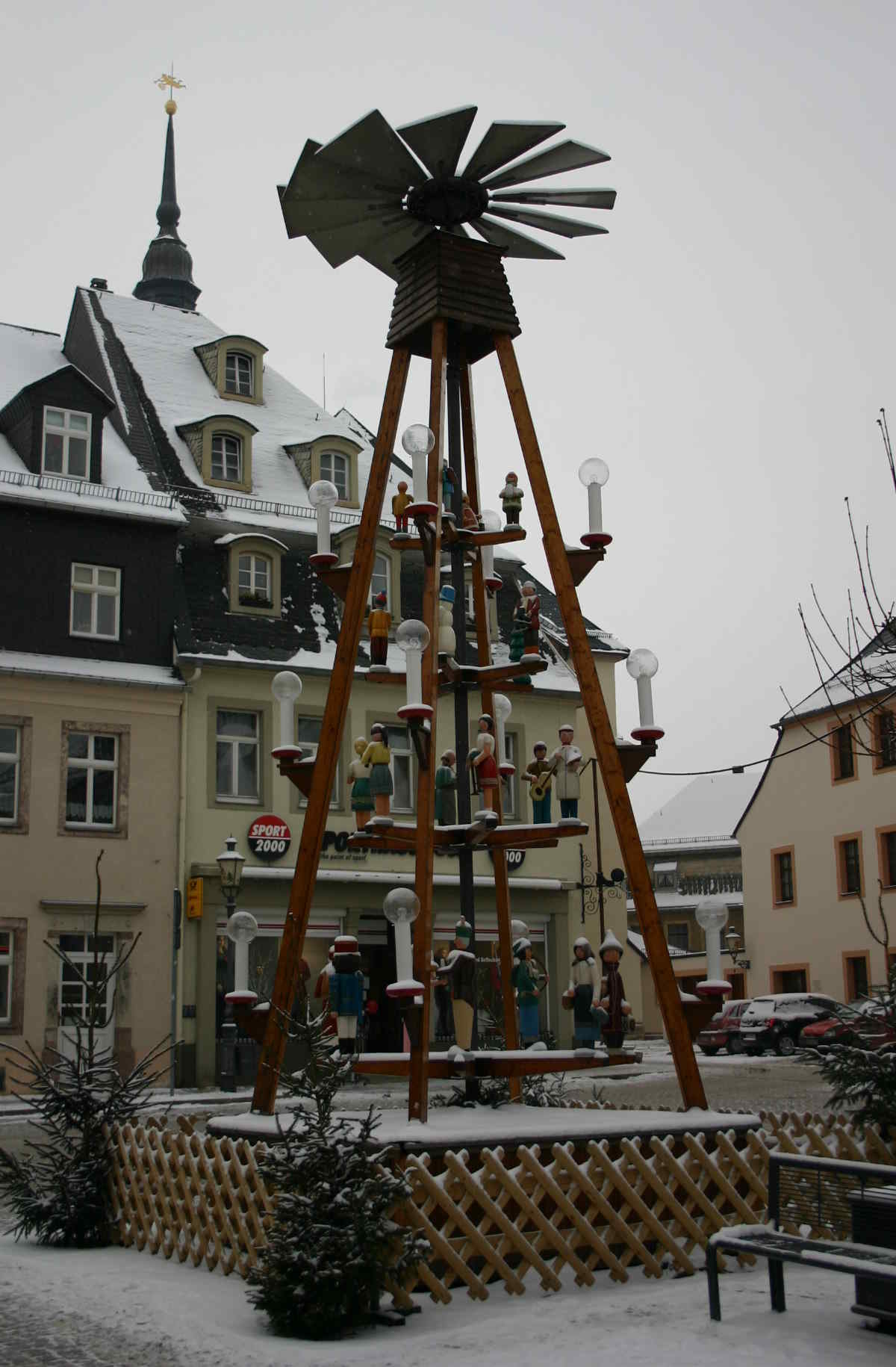
Ortspyramide

Der Weihnachtsbauverein der Stadt (gegründet 1920) hält das regionale Brauchtum lebendig. Unter dem Dach des Schnitzerheims treffen sich die Mitglieder seit 1954 regelmäßig, um traditionelle Handwerkstechniken zu erhalten und weiterzugeben. Im Schloss Wildeck besteht ein Klöppelkreis. Gemeinsam werden regelmäßig Ausstellung veranstaltet oder an regionalen Treffen mitgewirkt. Auch der Betrieb der Großpyramide, die zur Weihnachtszeit auf dem Markt aufgestellt ist, erfolgt durch den Weihnachtsbauverein. Insgesamt ist das erzgebirgische Brauchtum noch lebendig, was sich vor allem in der Advents- und Weihnachtszeit an den zahllosen mit Schwibbögen beleuchteten Fenstern zeigt.

### Glaubensgemeinschaften
- Ev. Luth. Kirche St. Martin Zschopau[41]:
- Ev.-Luth. Kirche Krumhermersdorf[41]
- Ev.-Methodistische Kirchgemeinde Zschopau Witzschdorf[41]
- Freikirche der Siebenten-Tags-Adventisten[41]
- Neuapostolische Kirche[41]
- Katholische Filialkirche St. Marien[41] der Pfarrei Heilige Mutter Teresa Chemnitz[42]

### Parks
Am Rande der Altstadt befinden sich die sogenannten „Anlagen“. Diese entstanden nach dem großen Stadtbrand vom 29. September 1869.
Um Schloss Wildeck wurde 2009 ein Barockgarten angelegt, der einen Rundweg um das Schloss erlaubt.
In der Nähe des Friedhofs befindet sich der Anton-Günther-Platz. Er wurde 1938 vom Weihnachtsbauverein Zschopau zum Gedenken an seine verstorbenen Mitglieder errichtet (siehe Abschnitt „Denkmale“).

### Sport

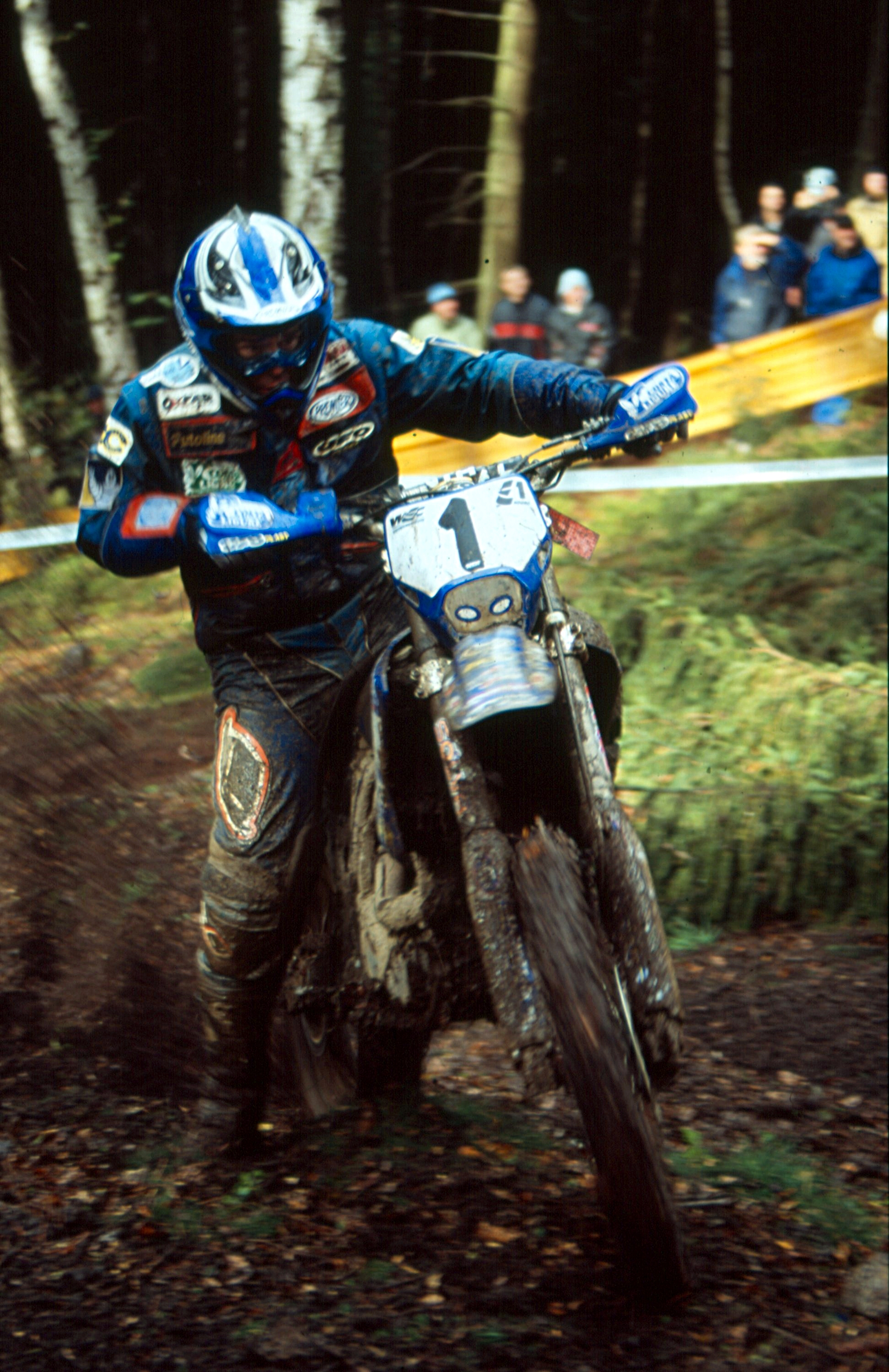
Rennszene bei Rund um Zschopau (2004)

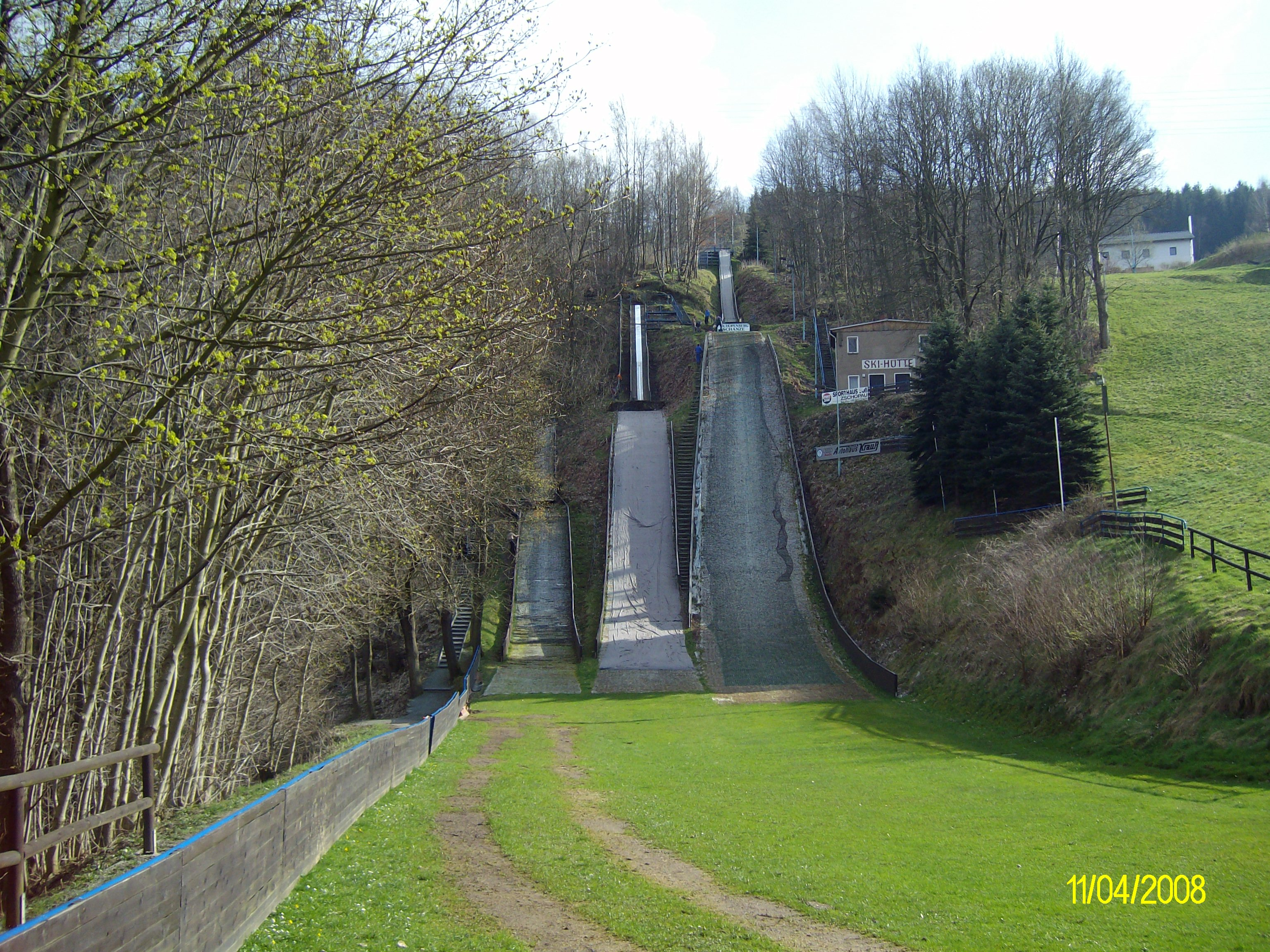
Schanzenanlage am Zschopenberg

Bereits 1919 wurde der 1. Zschopauer Fußball-Club gegründet, er ging 2005 unter Präsident Klaus Baumann in die Insolvenz.
Der Kanu-Club „Falke“ wurde 1923 gegründet.
1932 wurde an der Zschopau ein Sportplatz angelegt, zu Ehren von Max Schwarze wurde er „Max-Schwarze-Platz“ genannt.
1952 wurde die Schanzenanlage am Schlachthof eingeweiht.
1953/1954 wurde der Sportplatz an der Zschopau zum Stadion mit Sportlerheim erweitert.
Zwischen 1963 und 1967 sowie 1969 und 1987 siegte das DDR-Trophyteam auf MZ bei den Six Days, der Mannschafts-Weltmeisterschaft im Motorrad-Geländesport (Endurosport).
Regelmäßig im Oktober findet die Endurosport-Veranstaltung Rund um Zschopau statt. Neben einem jährlich stattfindenden Lauf zur Deutschen Meisterschaft fanden 1990, 2004, 2017 und 2022 auch Weltmeisterschaftsläufe in Zschopau statt. Zu den Veranstaltungen kommen regelmäßig über 40.000 Zuschauer. Unter der Bezeichnung Rund um die MZ-Stadt Zschopau, unter der die Veranstaltung ab Mitte der 1960er-Jahre bis 1990 ausgetragen wurde, findet seit 2004 in der Regel jährlich im Sommer ein sogenanntes Classic Enduro nach früheren Regeln für Geländesport-Wettbewerbe statt.
Auf der Skipiste mit Liftanlagen und einer Schanzenanlage werden im Wintersportbereich auch Wettkämpfe ausgetragen. Ebenfalls bedeutend ist die Sportförderung im Bereich des Kanusports, beim Ringen und verschiedenen Ballsportarten. Bekanntester Fußballverein der Stadt ist die BSG Motor Zschopau. Auch einen Golfplatz gibt es.
Das 1966 errichtete Freibad an der Krumhermersdorfer Straße erfreute sich über viele Jahre großer Beliebtheit, teilweise wurden bis zu 100.000 Besucher pro Jahr gezählt. Außerdem wurde dort 1968 eine Kegelbahn errichtet. Die jährlichen Badfeste (bis 1991) mit einem umfangreichen Kulturprogramm erfreuten sich großer Beliebtheit bei den Einwohnern und ihren Gästen. Das Bad wurde 2010 vom damaligen Oberbürgermeister Klaus Baumann (CDU) aus Sicherheitsgründen geschlossen, obwohl er seinen Wählern vor seiner Wiederwahl 2008 einen „Baubeginn spätestens 2010“ versprochen hatte. Zwei Abstimmungen zur Durchführung eines Bürgerentscheids zur Sanierung des Bades fanden im Stadtrat nicht die erforderliche Mehrheit, obwohl 2012 mehr als 2.000 Bürger (25 % der Wahlberechtigten) im Rahmen eines Bürgerbegehrens mit ihrer Unterschrift die Durchführung eines Bürgerentscheids gefordert hatten. 2014 beschloss der Stadtrat den Rückbau sämtlicher Anlagen und die Errichtung eines Naturbadeteiches. 2018 wurden viele Bauten entfernt und der Gansbach, der bis dahin unter dem Badgelände in einer Betonröhre verlief, offengelegt.
2012 wurde im August-Bebel-Wohngebiet eine Lehrschwimmhalle eröffnet, Betreiber ist die Grundstücks- und Gebäudewirtschafts-GmbH, ein Tochterunternehmen der Stadt Zschopau.
Im Ortsteil Krumhermersdorf befindet sich ein Freibad und im August-Bebel-Wohngebiet am Launer Ring eine Schwimmhalle.

### Regelmäßige Veranstaltungen
- Anfang April: Mittelalterliches Spektakel im Schloss, Frühlingsfest
- Mai: Blasmusiktreffen im Schloss
- Anfang Juni: Gleichmäßigkeitswettbewerbe mit historischen Motorrädern und Automobilen
- Juni–September: Konzertreihe im Schlosshof
- Juli: Landschafts-Burgenlauf, Bootshausfest
- Ende August: Schloss- und Schützenfest
- September: Wein- und Altstadtfest
- Oktober: Herbstfest, Rund um Zschopau
- Dezember: Weihnachtsmarkt im Schloss

## Wirtschaft und Infrastruktur

### Verkehr

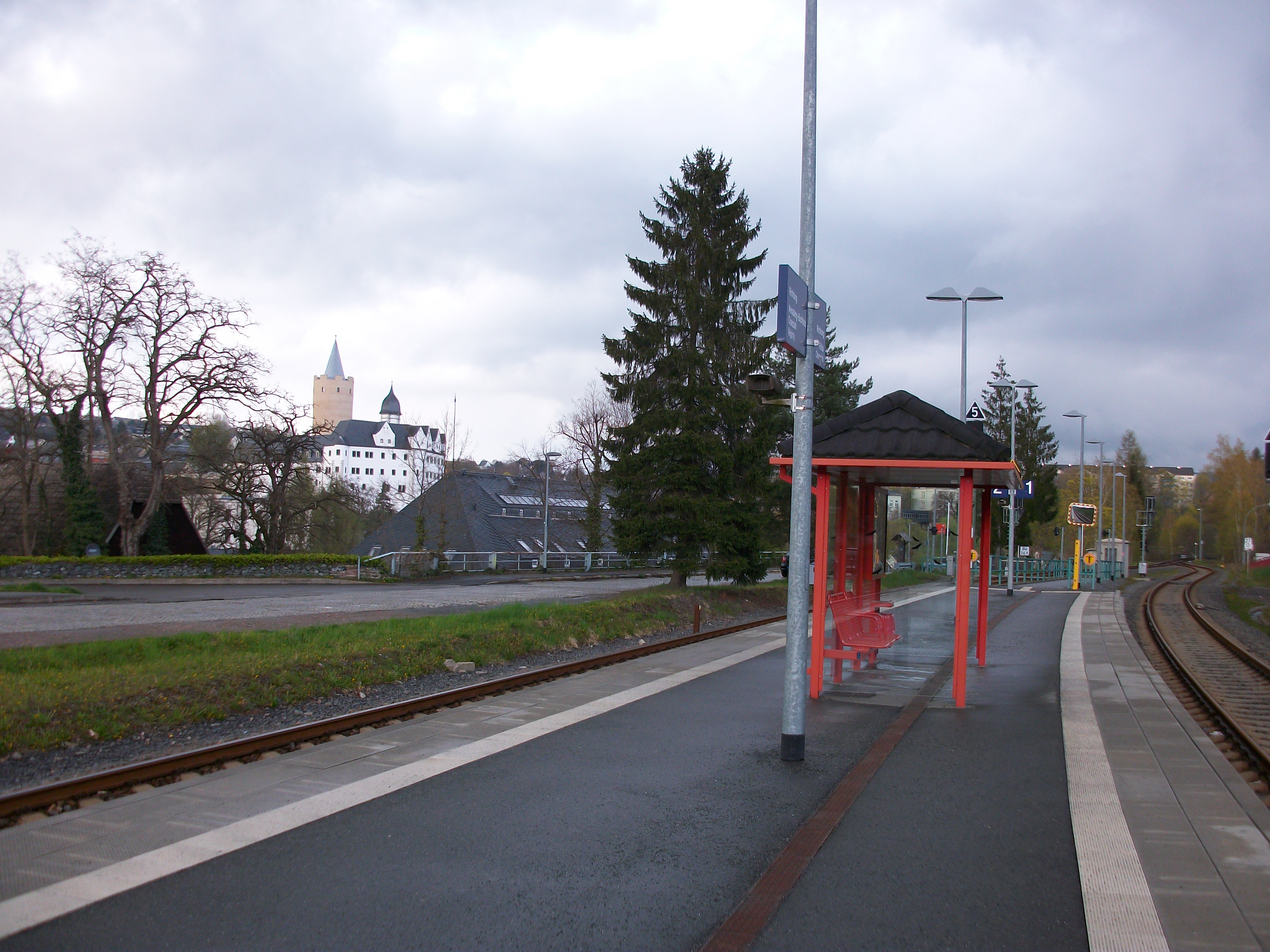
Bahnhof Zschopau mit Schloss Wildeck (2016)

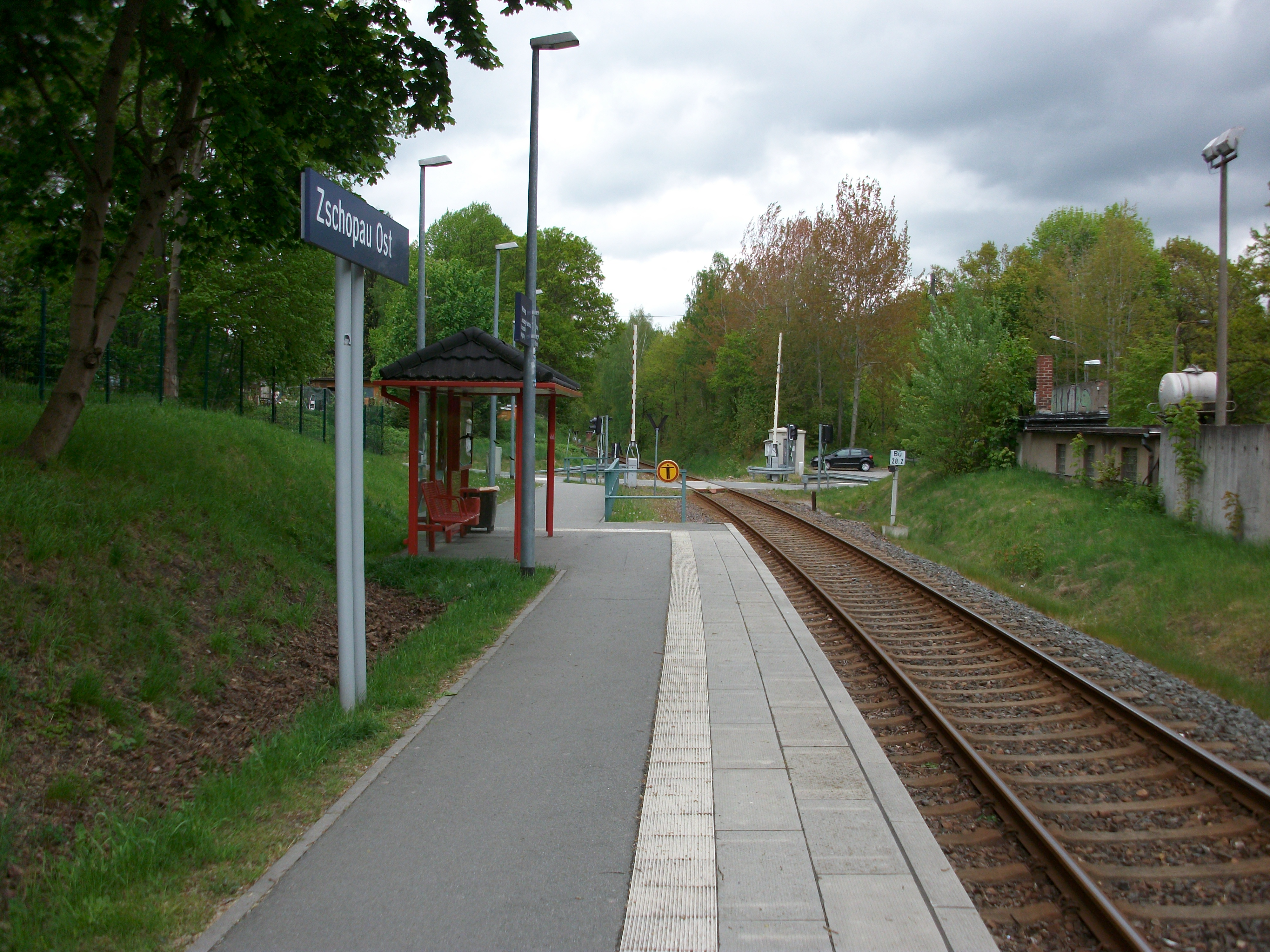
Haltepunkt Zschopau Ost (2016)

#### Straßenverkehr
Zschopau ist über die vierspurig ausgebaute Bundesstraße 174 nach Chemnitz und von dort über den Stadtring an die Bundesautobahnen 4 und 72 angebunden. Weiter besteht über die B 174 eine Verbindung nach Nordböhmen und Prag. Letztere wurde von 1994 bis 1997 als Ortsumgehung neu trassiert. Das Kernstück des vierspurigen Ausbaus ist das 408 m lange Brückenbauwerk Talübergang Zschopau.

#### Bahnverkehr
Zschopau ist durch die von 1863 bis 1866 erbaute Zschopautalbahn an das Bahnnetz angeschlossen. Im Stadtgebiet befinden sich der Bahnhof Zschopau, der im Rahmen einer umfangreichen Sanierung der Strecke bis 2007 teilweise zurückgebaut wurde, der Haltepunkt Zschopau Ost sowie ein Haltepunkt im Ortsteil Wilischthal, an dem von 1886 bis 1976 die Wilischtalbahn abzweigte. Es bestehen wochentags stündliche Direktverbindungen nach Chemnitz und Annaberg-Buchholz sowie weiter nach Cranzahl zur Fichtelbergbahn. Weiterhin gibt es über Flöha stündlich Anschlussverbindungen von und nach Dresden sowie über Chemnitz nach Leipzig. Mittelfristig ist über das Chemnitzer Modell eine Anbindung an den ÖPNV der Stadt Chemnitz geplant.

#### Busverkehr
Zschopau ist Knotenpunkt mehrerer Regional- und Fernlinien mit Direktverbindungen nach Norddeutschland, Karlsbad und Prag. Das Stadtgebiet wird durch Linien des Stadtverkehrs erschlossen.

### Medien
In Zschopau und dem Umland erscheint täglich die Regionalausgabe Zschopauer Zeitung der Freien Presse mit Sitz in Chemnitz. In Zschopau wird der Regionalsender MEF (Mittleres Erzgebirgsfernsehen) ausgestrahlt.

### Öffentliche Einrichtungen

#### Verwaltung
Die Verwaltung hat ihren Sitz im Neuen Rathaus, Altmarkt 2 (siehe oben im Abschnitt „Weltliche Bauten“).
In Zschopau befindet sich eine Außenstelle des Finanzamts.
Anmerkung: Die "Niederlassung Zschopau" des Landesamts für Straßenbau und Verkehr" befindet sich im Neuen Rathaus Chemnitz, Hans-Link-Straße 4.

#### Gesundheitswesen
Das Klinikum Mittleres Erzgebirge hat seinen Hauptstandort in Zschopau (Baubeginn 1994, Inbetriebnahme 1997), ein weiterer befindet sich in Olbernhau. Das Haus der Regelversorgung hat knapp 400 Betten und eine angegliederte psychiatrische Tagesklinik (2000). Die Abteilung für Strahlentherapie wird vom Klinikum Chemnitz betrieben. Das Chemnitzer Klinikum wollte das Klinikum Mittleres Erzgebirge übernehmen, gab jedoch auf, nachdem das Bundeskartellamt eine Untersagung angekündigt hatte.

### Bildung
Eine Schule wurde erstmalig 1543 erwähnt, sie befand sich damals direkt gegenüber der Kirche.
Derzeit bestehen in Zschopau folgende Bildungseinrichtungen:
Zwei Grundschulen, zwei Oberschulen (August-Bebel, Martin-Andersen-Nexö), das Gymnasium Zschopau (naturwissenschaftliches und künstlerisches Profil), ein Berufsschulzentrum, eine Volkshochschule und weitere private Ausbildungsinstitutionen.
Von 1954 bis 1990 befand sich in Zschopau an der Brücke Krumhermesdorfer Straße (Steghaus), ein Wohnheim für Lehrlinge, die im VEB dkk Scharfenstein zu Haushaltsgroßgerätemechanikern ausgebildet wurden.

#### Bürgerschule und Martin-Andersen-Nexo-Schule

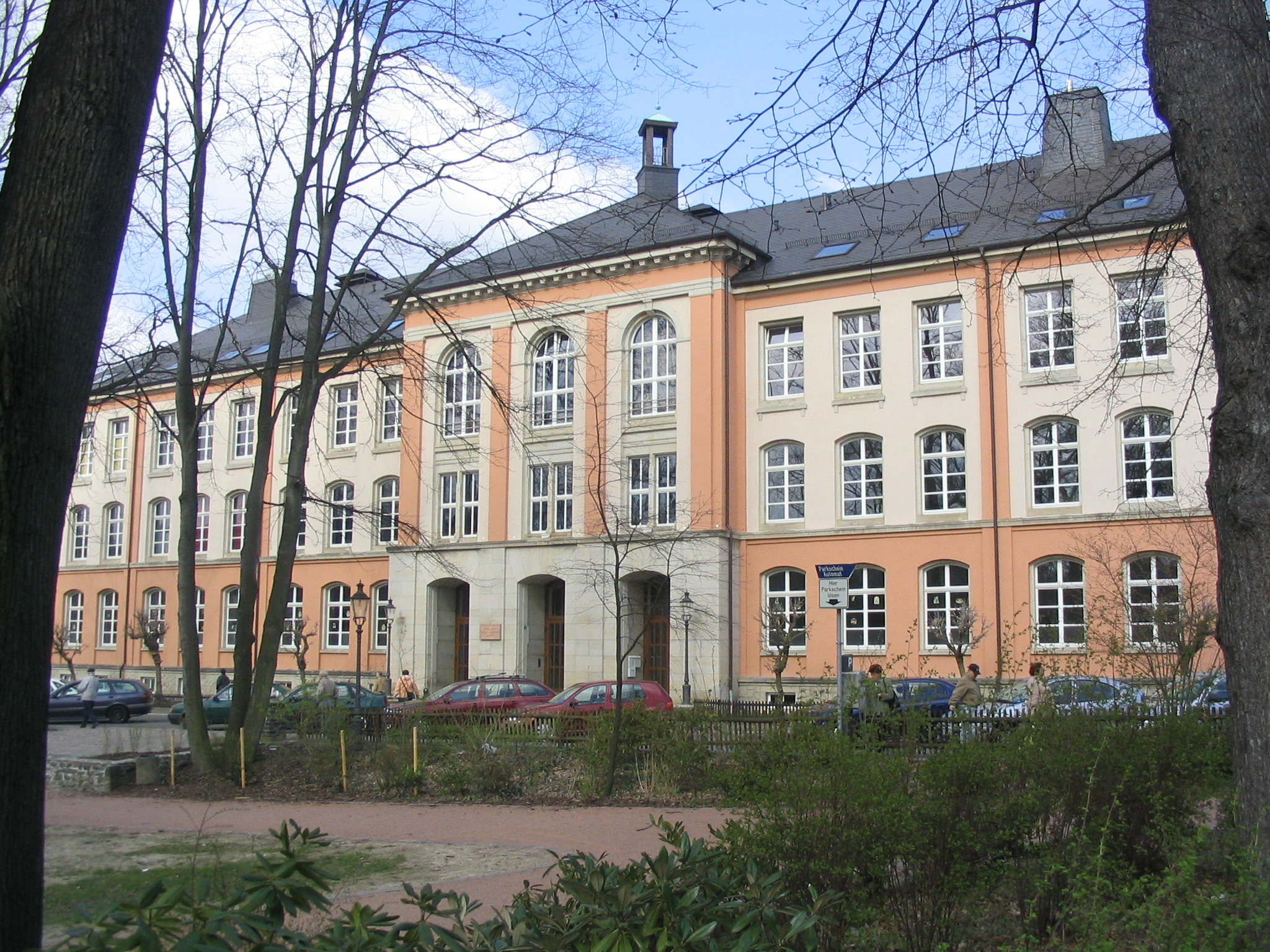
Martin-Andersen-Nexö-Schule (2007)

1886 wurde der Grundstein für die Zschopauer Bürgerschule gelegt. Sie wurde 1888 mit einer großen Schulweihe eingeweiht. Die alte Schule an der Kirche sowie die Räume für fünf Mädchenklassen im Neuen Rathaus wurden damit frei und anderen Zwecken zugeführt. 1919 wurde die Bürgerschule zur Volksschule umgewidmet. Am 19. März 1945 wurden die 1886 eingeweihte Schulturnhalle durch einen anglo-amerikanischen Bombentreffer zerstört und die Schule stark beschädigt.
Den Namen Martin Andersen Nexö wurde der Schule 1949 im Beisein der Ehefrau des bekannten dänischen Schriftstellers verliehen. Das Aussehen des Schulgebäudes änderte sich 1960, als die klassizistische Fassade abgeschlagen und durch eine moderne ersetzt wurde.
Nutzung in zeitlicher Abfolge
- 1888–1919 Bürgerschule
- 1919–1945 Volksschule
- 1945–1949 Grundschule
- 1949–1954 Grundschule „Martin Andersen Nexö“
- 1954–1992 Polytechnische Oberschule „Martin Andersen Nexö“
- 1992–2000 Grundschule „Martin Andersen Nexö“ und Mittelschule „Martin Andersen Nexö“ (parallel)
- 2000–2015 Mittelschule „Martin Andersen Nexö“[50]
- seit 201500 Oberschule „Martin Andersen Nexö“

#### Lehrerseminar, Oberschule und Gymnasium

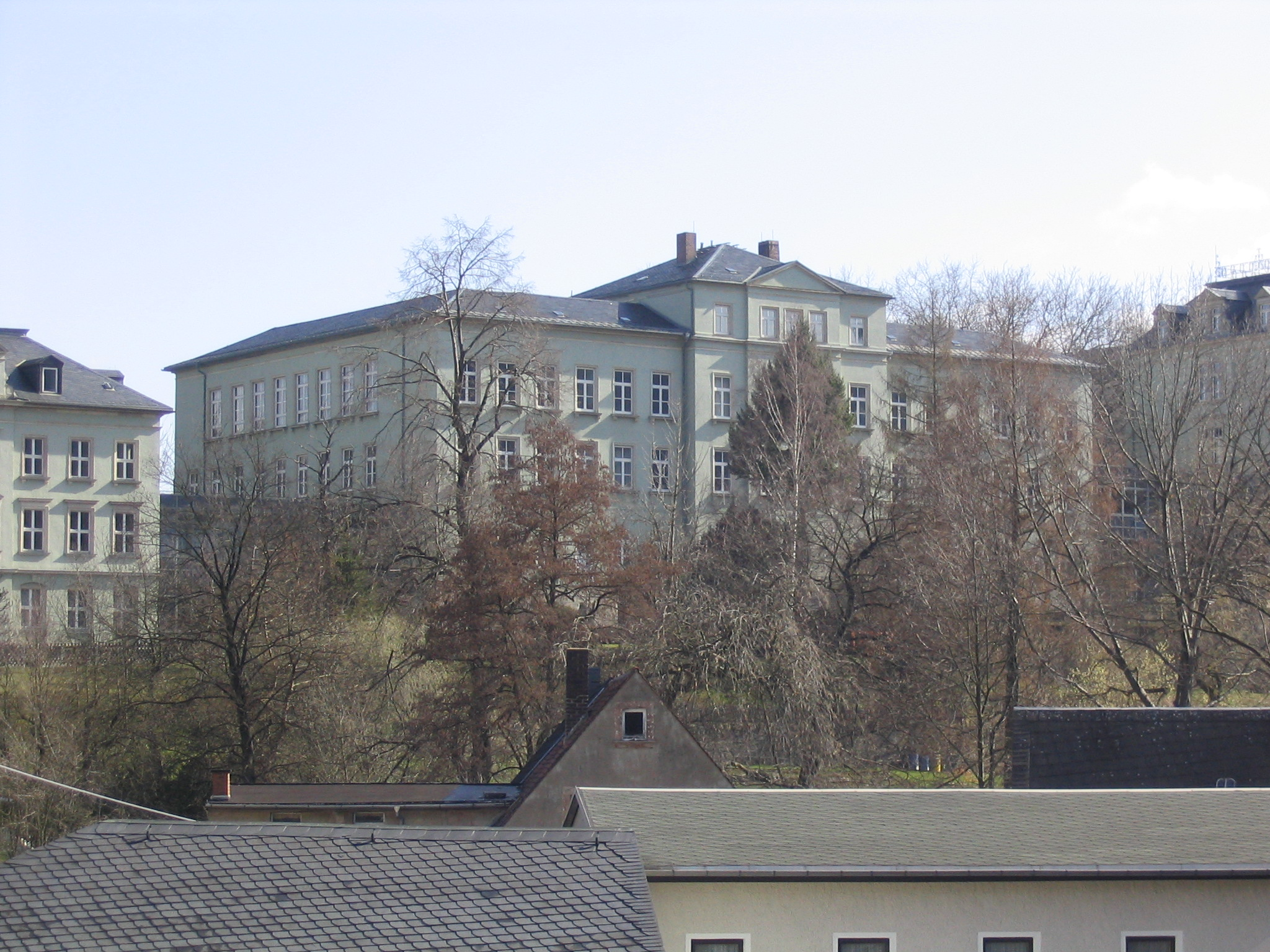
Gymnasium

1869 wurde in Zschopau ein Lehrerseminar eingerichtet. Die drei Gebäude entstanden in folgender Reihenfolge: 1868/1869 (Hauptgebäude und Turnhalle), 1874/1875 Ergänzung der Seitenflügel und des Turnplatzes, 1884/1885 Errichtung des unteren Lehrgebäudes für die Übungsschule und 1902–1904 Errichtung des oberen Lehrgebäudes. Das Institut beeinflusste vor allem das kulturelle Leben der Stadt (siehe oben).
Mehrere bedeutende Direktoren begründeten den Ruf des Seminars. August Israel (erster Direktor von 1869 bis 1898) verfasste zahlreiche pädagogische und heimatkundliche Abhandlungen. Für seine Pestalozzi-Bibliografie erhielt er die Ehrendoktorwürde der Universität Zürich. Seine Jahresberichte zur Seminartätigkeit (1870–1898) enthalten wertvolle wissenschaftliche Beilagen.
Im Lauf der Zeit entstand am Hang vor dem Seminar ein großer botanischer Garten, der maßgeblich von Direktor Israel und Seminaroberlehrer Oskar Moritz Seidel (1841–1917, seit 1869 am Seminar) initiiert wurde. Bis heute finden sich einige seltene Bäume und Gewächse an dem sonnigen Südhang des weitläufigen Schulgrundstückes. Der untere Teil des Geländes wurde durch die Stadt Zschopau erworben und umgestaltet, u. a. findet man jetzt dort ein Wassertretbecken und einen kleinen Spielplatz. Das Terrain ist seit Mai 2022 öffentlich zugänglich.
Richard Seyfert, der von 1908 bis 1919 Direktor war, setzte später als Leiter des sächsischen Unterrichtsministeriums die akademische Lehrerbildung in Sachsen durch, worauf in dem Haus 1922 eine Deutsche Oberschule eingerichtet wurde, welche in einem speziellen Zug auch die Schüler der 1919 gegründeten Realschule übernahm. Die bereits begonnenen Jahrgänge des Seminars liefen parallel zur Oberschule weiter bis 1928. Der Turnlehrer Max Schwarze (von 1896 bis 1913 am Seminar) verfasste neben anderen turnerischen Schriften das Zschopauer Wanderbuch (1913), das ihm einen weit über Sachsen hinausgehenden Ruf verschaffte.
Die Seminaroberlehrer Fritz Eger (1868–1943, seit 1903 am Seminar) und Bruno Hausding (1883–1958, seit 1914 am Seminar) verfassten in der Zeitschrift Meine Heimat im Zeitraum von 1916 bis 1922 Beiträge zu wissenschaftlichen Themen und zur Heimatgeschichte.
Ab 1922 bis 1945 gab es hier die Deutsche Oberschule (kein Gymnasium). Von 1940 bis 1945 bestand in der Einrichtung zusätzlich eine Lehrerbildungsanstalt (LBA). Nach 1945 blieb die Schule eine Oberschule, allerdings wurden die meisten Lehrer wegen ihrer NSDAP-Mitgliedschaft entlassen. Direktor von 1945 bis 1950 war der aus Dresden stammende Reformpädagoge und Heimatforscher Kurt Schumann, der seit 1934 an der Schule als Lehrer tätig war. 1959 wurde die Einrichtung zur Erweiterten Oberschule umgewidmet, 1969 erhielt sie den Namen Clara Zetkin. Von 1955 bis 1974 wurde in der Einrichtung zusätzlich eine Hilfsschule, von 1964 bis 1992 eine zehnklassige Polytechnische Oberschule (ab 1969 POS „Geschwister Scholl“) betrieben. Bis 1982 befand sich in der Schule außerdem ein Internat.
Ab 1992 wurde die Schule erstmals Gymnasium. Nach umfangreichen Sanierungsarbeiten bis 1996 wurden unter Erhalt der denkmalgeschützten Bausubstanz die drei Gebäude erweitert und durch gläserne Verbindungsbauten modernisiert. Als Besonderheit gilt die holzvertäfelte Aula mit einer Orgel. Seit 1993 besteht ein Förderverein. Wie bereits vor dem Zweiten Weltkrieg trägt die Schule heute keinen zusätzlichen Namen und heißt „Gymnasium Zschopau“. Die Schule hat heute ca. 540 Schüler und bietet ein naturwissenschaftliches und ein künstlerisches Profil an.
Nutzung in zeitlicher Abfolge
- 1869–1918 Königlich-Sächsisches Lehrerseminar
- 1918–1922 Sächsisches Lehrerseminar
- 1922–1928 Sächsisches Lehrerseminar und Deutsche Oberschule mit Realschulzug (parallel)
- 1928–1934 Deutsche Oberschule mit Realschulzug
- 1934–1938 Deutsche Oberschule
- 1938–1940 Staatliche Oberschule für Jungen
- 1940–1945 Staatliche Oberschule für Jungen und Lehrerbildungsanstalt (parallel)
- 1945–1955 Oberschule
- 1955–1959 Oberschule und Hilfsschule (parallel)
- 1959–1964 Erweiterte Oberschule und Hilfsschule (parallel)
- 1964–1969 Erweiterte Oberschule, Polytechnische Oberschule 2 und Hilfsschule (parallel)
- 1969–1974 Erweiterte Oberschule „Clara Zetkin“, Polytechnische Oberschule „Geschwister Scholl“ und Hilfsschule (parallel)
- 1974–1992 Erweiterte Oberschule „Clara Zetkin“ und Polytechnische Oberschule „Geschwister Scholl“ (parallel)
- seit 199200 Gymnasium

#### Bibliotheken
Die Stadtbibliothek Zschopau befindet sich seit 1956 im Schloss Wildeck. Sie wurde im Jahre 1863 gegründet, hatte ihren Sitz zunächst im Neuen Rathaus, ab 1920 in der sog. Kinderbewahranstalt an der Waldkirchner Straße. 2003 wurde sie nach ihrem Stifter Jacob Georg Bodemer benannt. Seit 1994 besteht ein Förderverein.
Die Bibliothek des Gymnasiums Zschopau befindet sich im Erdgeschoss des mittleren Schulgebäudes und hat ihr Aussehen seit der Gründung in den 1880er Jahren kaum verändert. Sie umfasst einen umfangreichen historischen Buchbestand. Neben den Schriften berühmter Direktoren wie August Israel und Richard Seyfert werden historische Dokumente zur Geschichte der Stadt Zschopau und der Umgebung, heimatkundliche Abhandlungen sowie eine Sammlung Pädagogischer Schriften hier aufbewahrt. Daneben existieren teilweise wertvolle Lehrbücher aus dem 18. und vor allem 19. Jahrhundert sowie ein kleinerer Freihandbestand.

#### Volkshochschule
Die Zschopauer Volkshochschule wurde bereits 1919 eröffnet und nach dem Krieg 1946 wiedereröffnet. Sie verfügt über ein breites Angebot von verschiedenen Kursen und befindet sich heute in der Trägerschaft des Erzgebirgskreises. Sie hat ihren Sitz im Gebäude der ehem. Lehnmühle, Johannistraße 58A, in dem sich auch die Kreismusikschule befindet.

## Sonstiges
Die Bekanntheit der Stadt Zschopau resultiert vorrangig aus dem DKW- und MZ-Motorradbau im 20. Jahrhundert. Das Stadtmarketing verwendet seit mehreren Jahren den Namenszusatz „Motorradstadt“ auf seiner Internetpräsenz und anderen Werbeschriften. Seit der Januarausgabe 2015 wird dieser Zusatz im Amtsblatt verwendet.
2013 genehmigte das Sächsische Staatsministerium für Wirtschaft, Arbeit und Verkehr den Antrag der Stadtverwaltung zur Aufstellung einer Touristischen Unterrichtungstafel, welche sich seither an der A 4 in Fahrtrichtung Westen nähe der Anschlussstelle Chemnitz-Ost befindet. In kleineren Ausführungen befinden sich derartige Tafeln in beiden Fahrtrichtungen an der Bundesstraße 174 jeweils vor dem Ortseingang.
Seit dem 16. Juli 2021 hat das Sächsische Innenministerium der Stadt auf ihren Antrag hin offiziell das Recht verliehen, die „sonstige Bezeichnung“ im Sinne der Sächsischen Gemeindeordnung „Motorradstadt“ zu führen. Die Stadtverwaltung ist seither berechtigt, den Namenszusatz beispielsweise auf dem Ortseingangsschild, auf amtlichen Schreiben und im Dienstsiegel zu verwenden. Teilnehmer der feierlichen Zeremonie zur Verleihung waren unter anderem der gleichnamige Enkel des Unternehmensgründers Jørgen Skafte Rasmussen sowie Carl Horst Hahn, Sohn von Carl Hahn, der in den 1920/30er-Jahren erfolgreich Verkaufsleiter bei den Zschopauer Motorenwerken J. S. Rasmussen war.